# Geschichte Südafrikas
Die Geschichte Südafrikas ist die des äußersten südlichen Randes des afrikanischen Kontinents zwischen Atlantischem und Indischem Ozean. Sie reicht bis zum Beginn der Hominisation zurück. Südafrika gilt als eine Wiege der Menschheit, die ältesten Fossilfunde von unmittelbaren Vorfahren der Gattung Homo (Hominini) werden auf ein Alter von etwa 3,5 bis 4 Millionen Jahren datiert.
Während der Frühgeschichte siedelte im südlichen Afrika das Volk der San, das bis heute Reste steinzeitlichen Lebens bewahrt. Vor etwa 2000 Jahren differenzierten sich die viehzüchtenden Khoikhoi aus der Gruppe der Khoisan heraus. Von Norden wanderten, wahrscheinlich seit dem dritten Jahrhundert, Bantu-Völker in das Land und bevölkerten den Osten Südafrikas. Nachdem Bartolomeu Diaz 1488 die Südspitze Afrikas erreicht hatte, gründete die Niederländische Ostindien-Kompanie 1652 mit Kapstadt die erste Siedlung am Kap, die sich rasch zur Kapkolonie erweiterte. Diese wurde 1806 von den Briten in Besitz genommen. Nach Norden auswandernde europäischstämmige „Buren“ gründeten daraufhin verschiedene Burenrepubliken.
Der burisch-englische Antagonismus gipfelte im Ersten (1880–1881) und im Zweiten Burenkrieg (1899–1902). Nach der Eingliederung der Burenrepubliken in das Britische Königreich entstand 1910 die Südafrikanische Union, als selbst regiertes Dominion im britischen Commonwealth. 1926 erhielt Südafrika die faktische Souveränität, 1931 auch formal die gesetzgeberische Unabhängigkeit von Großbritannien. Nach dem Zweiten Weltkrieg beschritt Südafrika mit dem System der Apartheid einen rassistischen „Sonderweg“, der erst nach 1989/90 überwunden wurde. 1961 schied das Land auf außenpolitischen Druck wegen der Apartheidspolitik aus dem Commonwealth of Nations aus (Wiedereintritt 1994) und gründete die Republik Südafrika. Die erste demokratische Wahl fand 1994 statt.

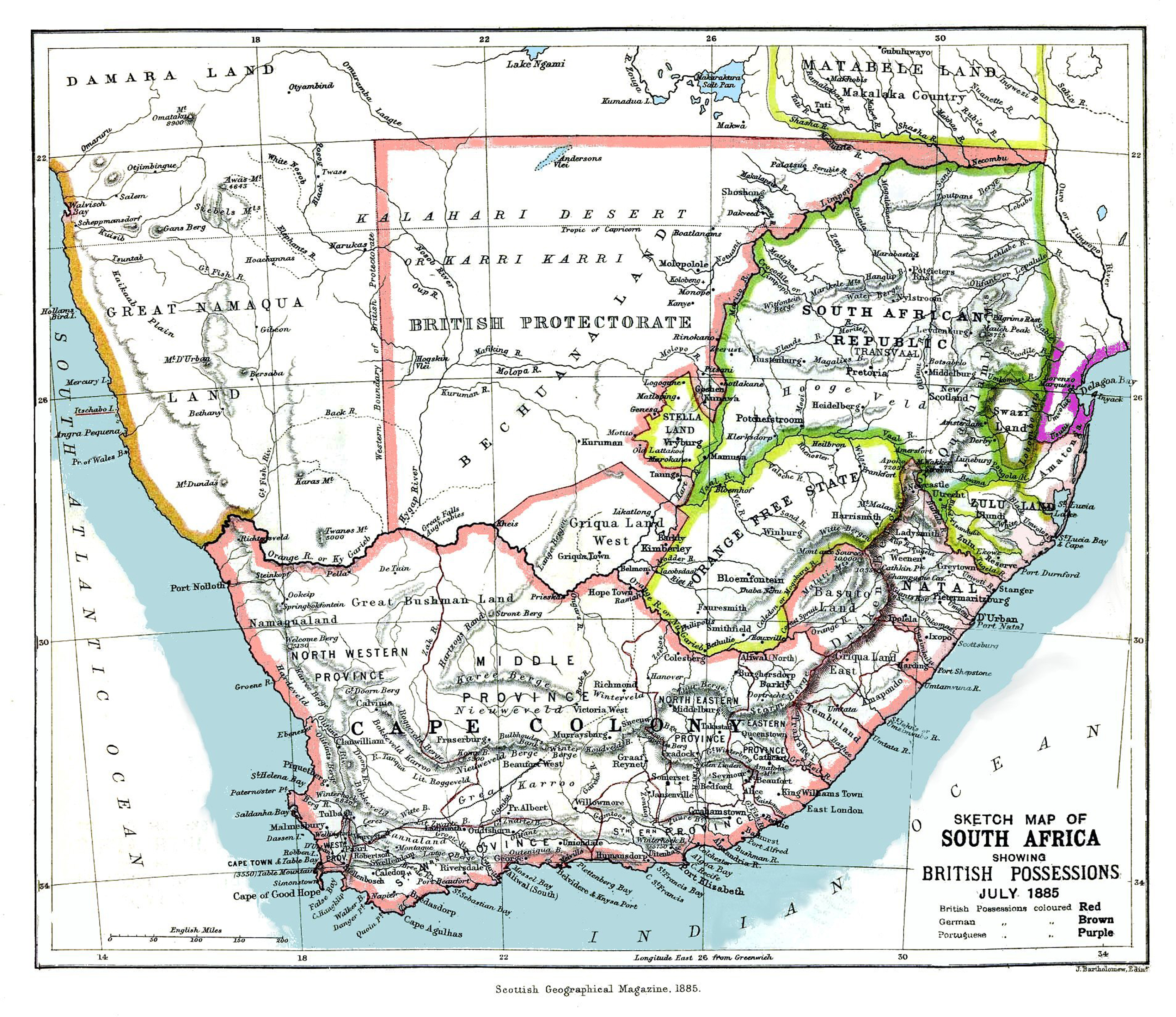
Karte Südafrikas von 1885

## Terminologie
In der Zeit der Apartheid wurden die demographischen Einteilungen der südafrikanischen Gesellschaft in besonderem Maße ideologisch instrumentalisiert, so dass es Schwierigkeiten bereitet, die Geschichte des Landes mit unvorbelasteten Begriffen zu beschreiben. In besonderem Maße trifft dies auf die Unterscheidung zwischen „Schwarzen“, „Weißen“, „Coloureds“ und „Asiaten“ zu. Die Zuordnung jedes Südafrikaners zu einer dieser Gruppen war seit 1950 durch den Population Registration Act gesetzlich geregelt und die Grundlage für die Politik der strikten Rassentrennung. Lediglich ein Hilfskonstrukt ist die, vom Apartheidregime ebenfalls missbrauchte, ethnische Kategorie „Bantu“, die keine Selbstbezeichnung ist, sondern ein Sammelbegriff für diejenigen Völker, die der Bantu-Sprachfamilie angehören. Ähnliches gilt für zusammenfassende Begriffe wie Nguni oder Sotho. All diese Bezeichnungen behält man heute mangels treffender alternativer Begriffe aus pragmatischen Gründen zumeist bei. Abwertende Namen wie „Hottentotten“ (Khoikhoi), „Buschleute“ (San) oder „Kaffern“ (im engeren Sinne die Xhosa, später auf alle bantusprachigen Völker ausgedehnt) werden seit Ende der Apartheid als „Hate Speech“ gewertet und nicht mehr benutzt.
Die Selbstbezeichnung der Afrikaans sprechenden Weißen ist „Afrikaner“. In der deutschen Übersetzung wird dies üblicherweise in Analogie zum Afrikaans und zur Unterscheidung von schwarzen Afrikanern in „Afrikaaner“ umgeformt. Im Englischen hat sich die Variante „Afrikaners“ durchgesetzt. Mit „Afrikaner“ sind im Deutschen dagegen die indigenen afrikanischen Völker gemeint. Eine annähernd synonym verwendete Bezeichnung für die Afrikaaner ist der Begriff „Buren“, der sich ursprünglich nur auf die niederländischstämmigen Bauern bezog und von britischer Seite als Schimpfwort verwendet wurde. Die Bezeichnung „Briten“ für englischsprachige Weiße ist in der Sache eindeutig und wird deshalb benutzt, obwohl es sich nicht um britische Staatsbürger handelt.

## Südafrika vor der Kolonisierung

### Hominisation, Vor- und Frühgeschichte

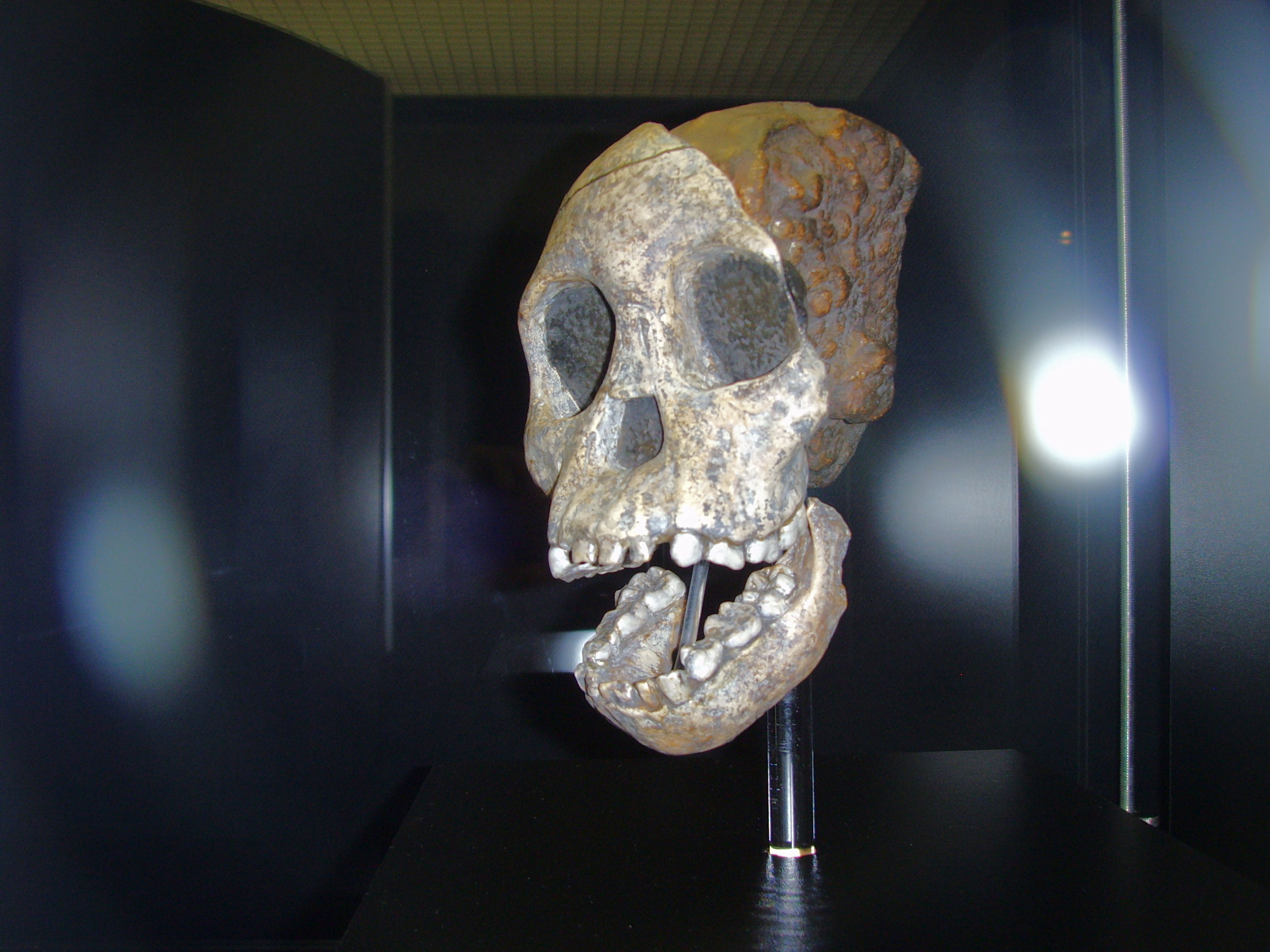
Das „Kind von Taung“ (Replikat, Naturmuseum Senckenberg)

In Südafrika wurden diverse Funde von Vormenschen entdeckt, die zu den frühesten Zeugnissen der Hominisation gehören. Funde von frühen Vorfahren des Menschen, Hominini der Art Australopithecus africanus, werden auf ein Alter von etwa 3,3 bis 3,5, einer neueren Schätzung zufolge sogar von etwa 4 Millionen Jahren datiert. Besonders prominente Funde dieser fossilen Art sind das „Kind von Taung“ und „Mrs. Ples“; das besonders vollständige Fossil „Little Foot“ gehört hingegen vermutlich einer zweiten südafrikanischen Australopithecus-Art an. Die als „Wiege der Menschheit“ bezeichneten, zum Weltkulturerbe zählenden Höhlen von Sterkfontein, Kromdraai, Swartkrans und Makapansgat sind die bedeutendsten Fundstellen Südafrikas. In der Höhle Rising Star wurde die Art Homo naledi entdeckt. Die ältesten Funde des Homo erectus aus Swartkrans sind rund eine Million Jahre alt, der altsteinzeitliche moderne Mensch (Homo sapiens) ist im südlichen Afrika – wie die Hinterlassenschaften der sogenannten Pinnacle-Point-Menschen belegen – schon seit 165.000 Jahren nachweisbar. Als Bindeglied zu den außerafrikanischen Vertretern des modernen Menschen gilt der rund 36.000 Jahre alte Hofmeyr-Schädel.

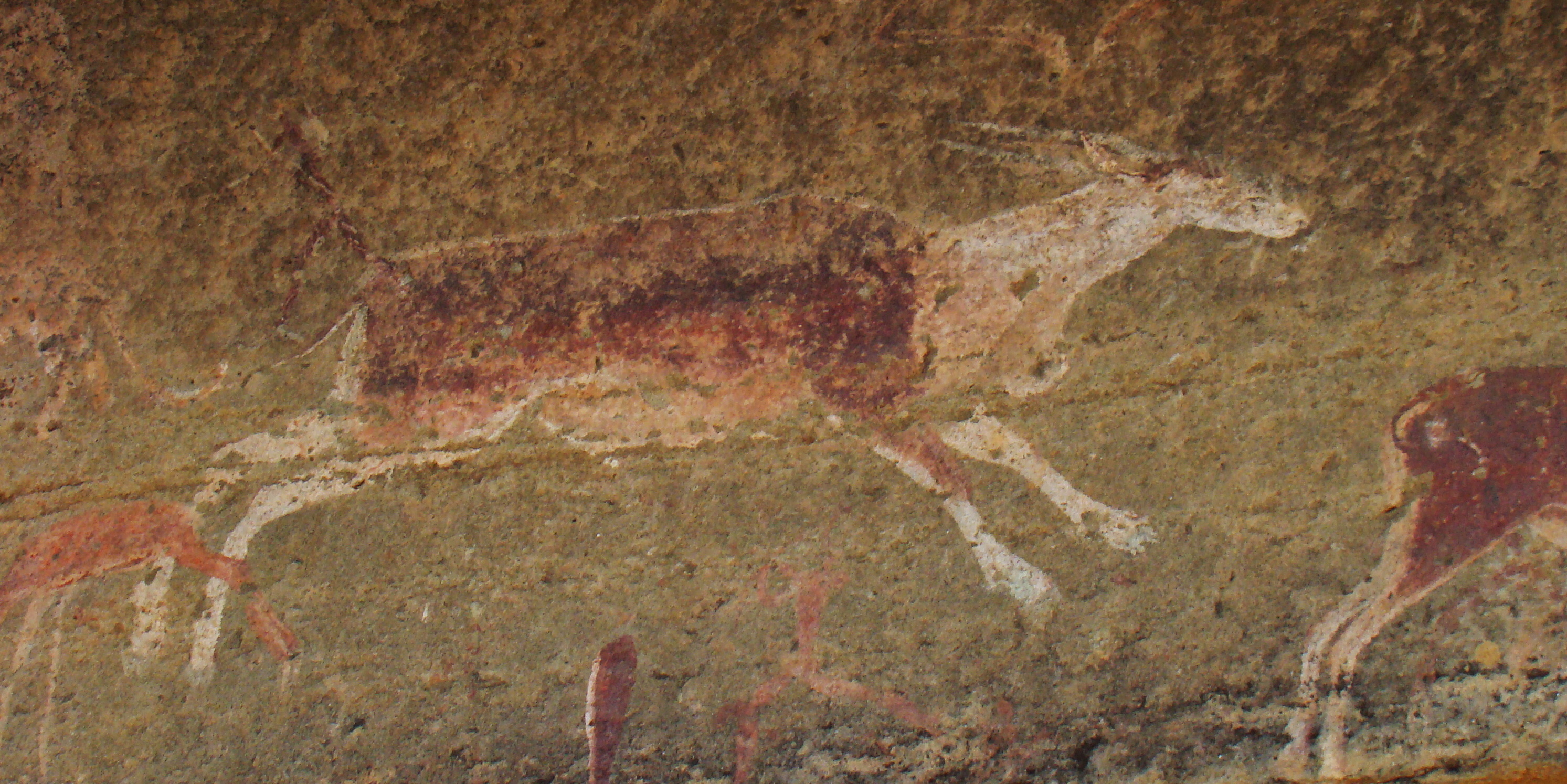
Felszeichnung der San in den Drakensbergen.

Mit dem Übergang von der mittleren zur Jungsteinzeit traten vor rund 35.000–20.000 Jahren kleine Gruppen der San als nomadische Jäger und Sammler hervor. Bis zu 26.000 Jahre alte Felsmalereien haben sich an vielen Orten im südlichen Afrika erhalten.
Vor etwa 2000 Jahren übernahmen in den fruchtbaren Gegenden Gruppen der San Viehzucht und Keramik von nördlich siedelnden schwarzen Völkern und entwickelten eine differenzierte Sozialordnung, für die persönlicher Besitz bedeutsam wurde. Die Gesellschaft dieser Khoikhoi, von den Holländern später abfällig als Hottentotten bezeichnet, war im Gegensatz zu derjenigen der San nicht nur in kleinen Familienverbänden und Clans organisiert, sondern auch durch übergeordnete Stämme. Sie gelangten um die Zeitenwende südwärts in das Gebiet des heutigen westlichen Südafrika und übernahmen dort später Metallwerkzeuge und Waffen von schwarzen Völkern aus dem Osten. Da die Lebensweise der Khoikhoi eine größere Bevölkerungsdichte möglich machte und ihre Rinder und Schafe die ohnehin dünne Grasnarbe des semiariden Landes verbrauchten, gerieten beide Gruppen zunehmend in Konflikt- und Konkurrenzsituationen. Als Folge dieser Auseinandersetzungen wurden die San in die Trockengebiete zurückgedrängt, wo sich bis heute Reste steinzeitlichen Lebens erhalten haben. Die verschiedenen Gesellschaften der San und Khoikhoi werden häufig als Khoisan zusammengefasst.

### Einwanderung der Bantu-Völker
Da schriftliche Quellen über die Frühgeschichte der südlichen Bantu fehlen und die südafrikanische Forschung über die Geschichte der Schwarzen immer stark politisch instrumentalisiert wurde, sind verlässliche Aussagen über die Einwanderung der Bantu-Völker schwer zu machen. Besonders zur Zeit der Apartheid vertraten südafrikanische Historiker energisch die These, dass die Bantu erst seit dem 17. Jahrhundert, also gleichzeitig mit den Europäern, in das Land eingewandert seien, so dass die Weißen ihnen auch kein Land hätten nehmen können. Vieles spricht jedoch dafür, dass diese Völkerwanderung bereits um das Jahr 1000 weitgehend abgeschlossen war. So wurden im nördlichen und nordöstlichen Teil Südafrikas rund 600 Schmelzstätten für Eisen- und Kupfererz, Töpferwaren, Befestigungsanlagen sowie Skelette aus der Zeit zwischen dem dritten und zwölften Jahrhundert gefunden, die mit einiger Sicherheit Vertretern der Bantu-Sprachfamilie zugerechnet werden können. Ackerbau ist in Transvaal und Natal seit etwa 200 n. Chr. nachweisbar. Die Siedlungsgrenze scheint sich dabei in der Osthälfte Südafrikas zunächst entlang der Küstenlinie sowie der Wasserläufe langsam nach Süden verschoben und zwischen 1300 und 1600 das Highveld im höher gelegenen Landesinneren erreicht zu haben. Am Great Kei River endete die Expansion, eine Besiedlung der Westhälfte des Landes verhinderte die Trockenheit, die den Anbau der von den Bantu eingeführten Pflanzen (vor allem Sorghum) nicht zuließ. Der Westteil Südafrikas blieb deshalb das Land der Khoisan. Dass mehrere südafrikanische Bantusprachen, insbesondere Xhosa und Zulu, die charakteristischen Klicklaute der Khoisansprachen übernahmen, spricht für ein weitgehend friedliches Verhältnis zwischen den Ethnien. Lediglich entlang der Küste expandierten die Bantu-Völker noch, sicherlich auch gewaltsam gegen die Konkurrenz der dort ansässigen Khoikhoi. Im 14. und 15. Jahrhundert drangen Shona über den Limpopo in den Norden der heutigen Republik Südafrika ein. Die südlichen Bantu differenzierten sich im 18. Jahrhundert in die großen Gruppen der Nguni, Tsonga, Sotho und Venda. Diese gliederten sich wiederum in die Völker der Zulu, Xhosa, Swasi, Basotho, Batswana, Ndebele und Pedi.

### Europäische Entdecker
Als erste Europäer erreichten die Portugiesen Südafrika. Sie suchten seit Anfang des 15. Jahrhunderts einen Seeweg nach Indien um Afrika herum, um den arabischen, türkischen und venezianischen Zwischenhandel auf der Gewürzroute auszuschalten. Erstmals gelang es Bartolomeu Diaz 1488, bis zur Südwestspitze Afrikas vorzudringen, die er Kap der Stürme taufte. König Joao II. von Portugal änderte den Namen in Kap der Guten Hoffnung, da der Weg nach Indien nun offen war. Am 4. November 1498 erreichte die kleine Flotte von Vasco da Gama die Sankt-Helena-Bucht an der Westküste Südafrikas, wo die Schiffe überholt und mit Einheimischen Handelskontakte geknüpft wurden. Weiter fuhr man in großem Bogen um die Südspitze Afrikas und landete am 25. November in der Mosselbaai (Angra de São Braz). Hier, am Start der letzten Etappe des Seewegs nach Indien angelangt, wurde ein Padrão aufgestellt. Zu Weihnachten erreichte Vasco da Gama einen Küstenstrich Südafrikas, den er Natal (Weihnachten) nannte. Viele nachfolgende Seefahrer machten Station am Kap, doch trotz der strategischen Bedeutung des Kaps gründeten die Portugiesen dort nie eine ständige Niederlassung. Bei einem Zusammenstoß mit den Khoikhoi fanden der portugiesische Vizekönig Francisco de Almeida und etwa 50 Gefährten 1510 den Tod – dies sollte in der Region für alle Zeit das verlustreichste Gefecht für die Europäer bleiben und trug dazu bei, dass zunächst keine feste Kolonie am Kap eingerichtet wurde.

## Kolonialzeit

### Kapkolonie

#### Die Kapkolonie unter niederländischer Herrschaft
1652 gründete der Niederländer Jan van Riebeeck im Auftrag der Vereenigde Oostindische Compagnie (VOC) Kapstadt, die erste dauerhafte europäische Siedlung auf südafrikanischem Boden. Sie sollte den Schiffen auf dem Weg von und nach Batavia und den anderen Niederlassungen der Handelsgesellschaft in Ostindien einen sicheren Hafen zur Verproviantierung und ein Hospital zur Pflege erkrankter Reisender bieten. Zunächst beschränkte sich die Präsenz der Niederländer ganz auf die Versorgung ihrer Schiffe, doch mit der befestigten Versorgungsstation war der erste Schritt zur europäischen Kolonisierung Südafrikas getan.
Wenige Jahre nach Errichtung der Station am Kap erließ Jan van Riebeeck 1655 ein Dekret, das den Anwohnern verbot, die natürlichen Gewässer im Tafelberggebiet zu verschmutzen. Verstöße gegen diese Regelungen waren unter Strafe gestellt. Die VOC war auf gesundheitlich unbedenkliches Trinkwasser für die Versorgung der Schiffe und der ansässigen Siedler angewiesen. Später musste der Wasserverbrauch von den landwirtschaftlichen Anwesen der Region geregelt werden. Nach einer 1661 ergangenen Verordnung war den Landwirten in niederschlagsarmen Jahren die Nutzung der Gewässer zur Bewässerung verboten, damit die Trinkwassergewinnung und der Mühlenbetrieb aufrechterhalten werden konnte. Im Jahre 1761 wurde diese Restriktion wieder etwas gelockert. Landeigentümer in Ortschaften durften für vier Stunden am Tag die Bewässerung nach einem in den jeweiligen Siedlungen abgestimmten Plan durchführen. Durch den jahreszeitlichen Wassermangel gab es auch Schwierigkeiten im Umgang mit den Abwässern und der Reinigung der dem Straßensystem folgenden Kanäle. Einmal wöchentlich erfolgte eine Spülaktion mit aufgestautem Wasser. Die Anlieger waren für die Instandhaltung ihres Kanalabschnittes verantwortlich.

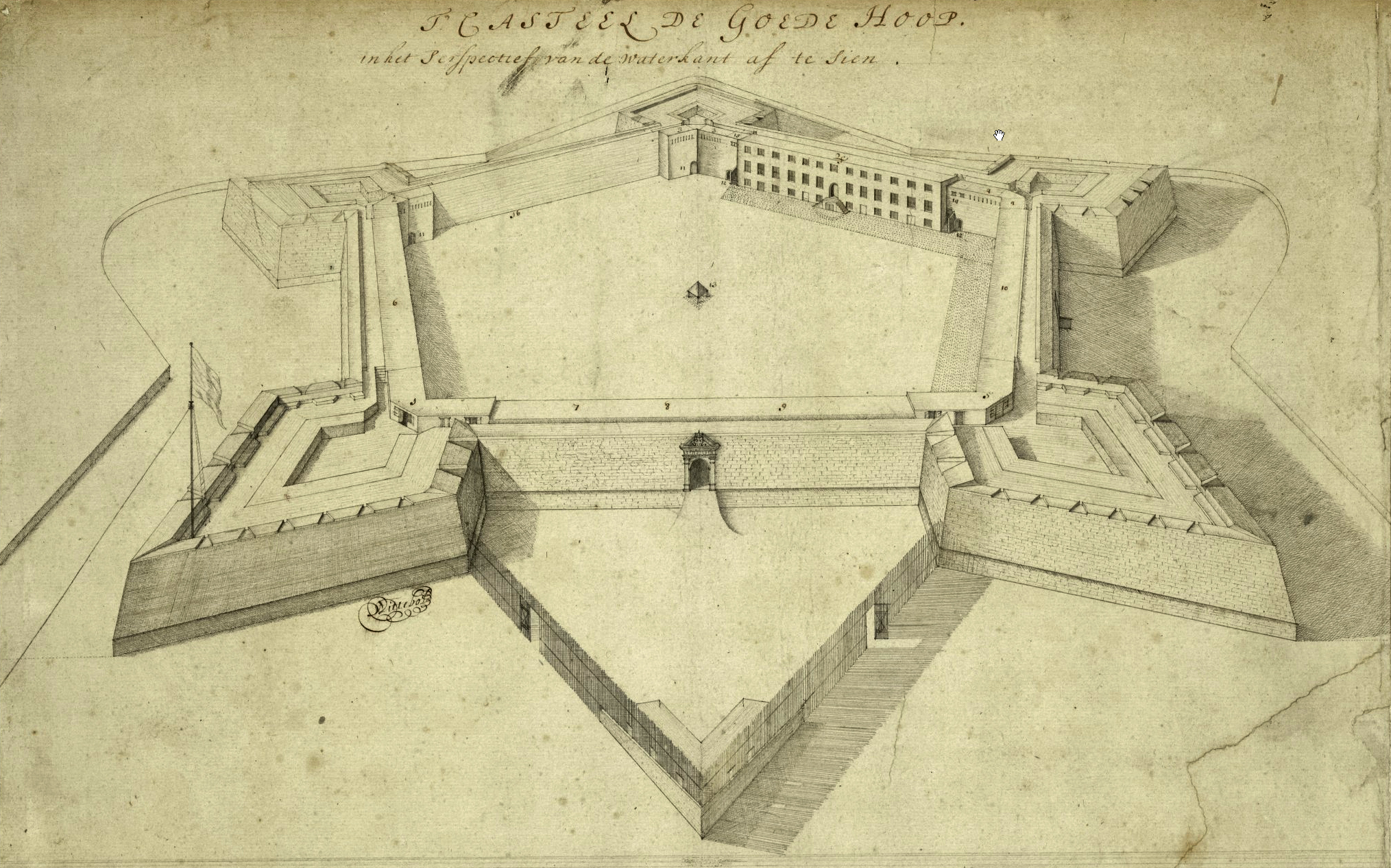
Die Festung Kasteel de Goede Hoop in Kapstadt ist das älteste europäische Bauwerk in Südafrika (anonyme Skizze um 1674)

Der zunehmende Handelsverkehr und der damit steigende Proviantbedarf machten es seit etwa 1680 lohnend, Getreideanbau und vor allem Viehzucht im größeren Stil zu betreiben. Um 1659 hatte sich bereits Weinanbau entwickelt, der sich durch die wenig später einsetzende Zuwanderung von französischen Hugenotten aus Piemont verstärkte. Schon 1657 waren neun Angestellte aus den Diensten der VOC entlassen und ihnen die Bewirtschaftung kleiner Farmen ermöglicht worden. Diese und nachfolgende Siedler wurden Vryburger genannt und waren unabhängig von Weisungen der Kompanie. Der Schritt zur ersten afrikanischen Siedlungskolonie war damit getan, der Zustrom an Einwanderern aus Europa war im Vergleich zur Bevölkerungsentwicklung in amerikanischen Kolonien jedoch relativ schwach. Als die VOC 1795 ihre Herrschaft beendete, lebten nur etwa 15.000 Vryburger am Kap. Zu den ältesten Siedlungen der Vryburger zählen Stellenbosch und Franschhoek. Die Einwanderer waren holländische Calvinisten, norddeutsche Siedler und 1689 eine Gruppe von 180 hugenottischen Refugées aus Frankreich. Die neu entstandene Bevölkerungsgruppe der weißen Siedler bezeichnete sich seit Anfang des 18. Jahrhunderts selbst als Afrikaaner. Während das Herkunftsland Nebensache war, so forderte die VOC von europäischen Siedlern das Reformierte Bekenntnis. Unter den Farbigen und Sklaven war der Islam weit verbreitet, da auf eine Christianisierung weitgehend verzichtet wurde, um Freilassungen zu vermeiden.
Zunehmend problematisch gestalteten sich die Beziehungen zu den Khoikhoi. Nach wiederholten Konflikten um Weideland und Wasserstellen vertrieben diese 1659 die Vryburger von ihren Farmen, doch letztlich behaupteten sich die Holländer mit ihren Gewehren und Pferden und die Khoikhoi mussten die Hoheit der VOC über das von den Vryburgern bewirtschaftete Land anerkennen. 1673–1677 zerschlugen die Holländer die Hauptgruppe der Khoikhoi, die Cochoqua. Nach dem Verlust von Land, Vieh und Wasserquellen trugen die Vertriebenen den Krieg ins Landesinnere weiter. Die VOC-Zentrale in Amsterdam untersagte zwar die Überführung der Khoikhoi in die Sklaverei, doch wurden diese allmählich zu abhängigen Arbeitern und Viehhirten. Zudem dezimierten aus Europa eingeschleppte Pockenepidemien – die schlimmste im Jahr 1713 – die Khoikhoi-Bevölkerung am Kap stark. Nach dieser Katastrophe befand sich die überwiegende Mehrheit der Khoikhoi in Abhängigkeit von Europäern.
Ab 1658/59 hatte die VOC damit begonnen, Sklaven einzuführen. Zu Beginn kamen diese aus Indonesien und Indien, Madagaskar war durchgehend ein wichtiges Herkunftsland und seit dem späten 18. Jahrhundert kamen die meisten aus Mosambik. Ihr rechtlicher Status unterschied sich in manchem von Sklaven der Plantagenwirtschaft amerikanischer Kolonien, so durften sie nach römischem Recht nicht grundlos getötet werden, da sie ein Naturrecht auf ihr Leben besaßen. Die Kapkolonie war das einzige afrikanische Land mit europäischer Rechtsordnung, in dem Sklaven gehalten wurden. Die am Kap praktizierte Sklaverei wurde zu einem zentralen Streitpunkt zwischen Briten und Afrikaanern, bis sie 1834 nach heftigen öffentlichen Debatten offiziell abgeschafft wurde. Zu diesem Zeitpunkt betrug die Zahl der Sklaven am Kap rund 40.000–60.000. Etwa die Hälfte der Vryburger besaß Sklaven, meistens jedoch lediglich fünf bis zehn. In größerem Umfang nutzten die Farmer eher die Arbeitskraft von Gelegenheitsarbeitern der Khoisan. In Kapstadt war ein Teil der Sklaven Eigentum der VOC und wurde zu öffentlichen Arbeiten herangezogen. Eine weitere Bevölkerungsgruppe bildete die wachsende Zahl der Farbigen, die aus der Vermischung von Europäern, Khoikhoi bzw. Khoisan und den (zum Teil freigelassenen) Sklaven entstand. Fast die Hälfte aller Sklavenkinder hatten 1685 europäische Väter.

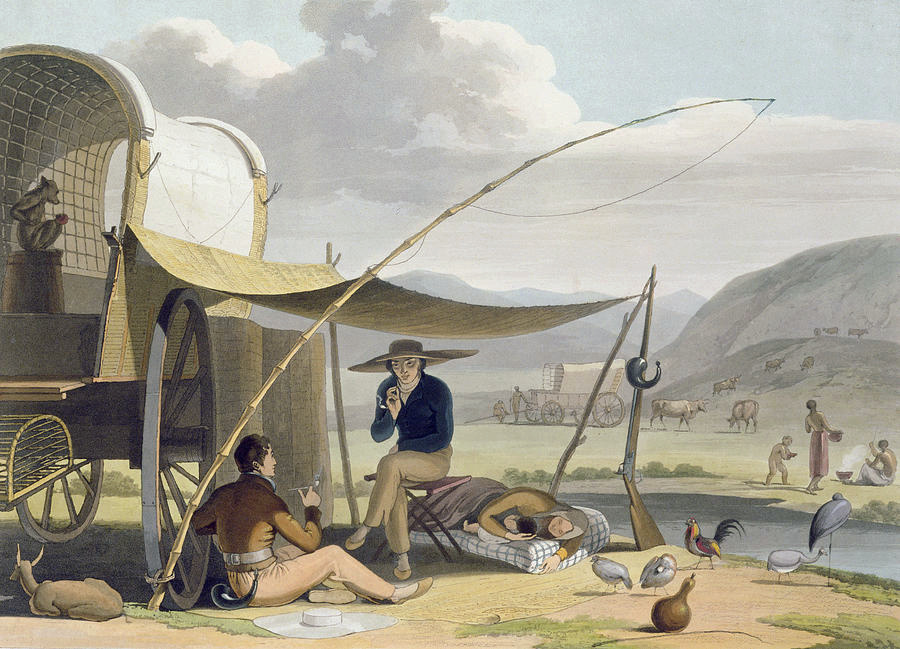
Samuel Daniell: Trekbur (um 1804)

Großer Kinderreichtum der Buren sowie ihre extensive Landnutzungsformen lösten einen demographischen Druck aus, der im Norden der Kapkolonie eine Expansionsdynamik auslöste. Seit dem Ende des 17. Jahrhunderts brachen einzelne Farmer, die sogenannten Treckburen, auf der Suche nach Weideland und Vieh vom Kap aus nord- und ostwärts in die Region Overberg und über die Hottentots-Holland-Berge. Sie vertrieben dabei die dort ansässigen Khoisan oder zwangen sie zu Lohnarbeit. Gegen die Widerstand leistenden San gingen die Kommandos der Treckburen unerbittlich vor, allein zwischen 1785 und 1795 töteten sie offiziellen Zahlen zufolge 2504 San und nahmen 699 gefangen. Vor den Treckburen mussten aber auch die Griqua, von Holländern und Khoikhoi-Frauen abstammende „Mischlinge“, bis Mitte des 19. Jahrhunderts über den Oranje-Fluss zurückweichen, wo sie die ansässigen Gesellschaften destabilisierten.
Gegen Anerkennung des Landes als Besitz der VOC und die Zahlung einer jährlichen Pacht gewährte die Kompanie den Treckburen das Recht, das Land praktisch unbegrenzt zu bewirtschaften. Um sich der restriktiven Regierung der VOC zu entziehen, wurden zahlreiche Buren zu halbnomadischen Viehzüchtern, die immer weiter ins Landesinnere vordrangen. Sie entwickelten einen starken Sinn für Unabhängigkeit und neben einem rassischen Überlegenheitsgefühl auch ein religiöses Auserwähltheitsbewusstsein. Im 18. Jahrhundert dehnten die Treckburen die Siedlungsgrenze um mehr als 800 Kilometer aus. Hatte die VOC noch 1778 den Bushman River als natürliche Grenze der Kapkolonie festgelegt, so verschob sich diese bis 1812 ostwärts an den Great Fish River, 1847 an den Keiskamma River und 1865 an den Great Kei River. Um 1760 waren sie erstmals ostwärts über den Oranje-Fluss vorgestoßen. Dabei kam es zum Zusammenstoß mit dem Volk der Xhosa, der in die 100 Jahre währenden Grenzkriege mündete. 1795, 1799 und 1801 fanden kleinere Aufstände der sehr auf ihre Unabhängigkeit bedachten Treckburen gegen die VOC statt.
Im Jahre 1787 kam es in der Region von Kapstadt zur Lockerung der Restriktionen bei den Bewässerungsperioden. Nun konnten die Landwirte bis zu 8 Stunden am Tag ihre Kulturen mit Wasser aus den Fließgewässern versorgen. Erst zu Beginn des 20. Jahrhunderts kam es durch die Industrialisierung wieder zu einem grundlegenden Regulierungsbedarf in der Wasserfrage. Die VOC hatte bis zu ihrer Auflösung im Jahre 1795 das Wassernutzungsrecht als Teil ihres hoheitlichen Handlungsfeldes betrachtet und den privaten Wasserverbrauch über eine Vergabe mit Pachtzins geregelt. Diese Praxis äußerte sich in der Vergabe von Privilegien und dem willkürlichen Entzug dieser. Auf dieser Grundlage hatte sich ein System der Korruption und Vetternwirtschaft entwickelt.

#### Das Kap als britische Kolonie

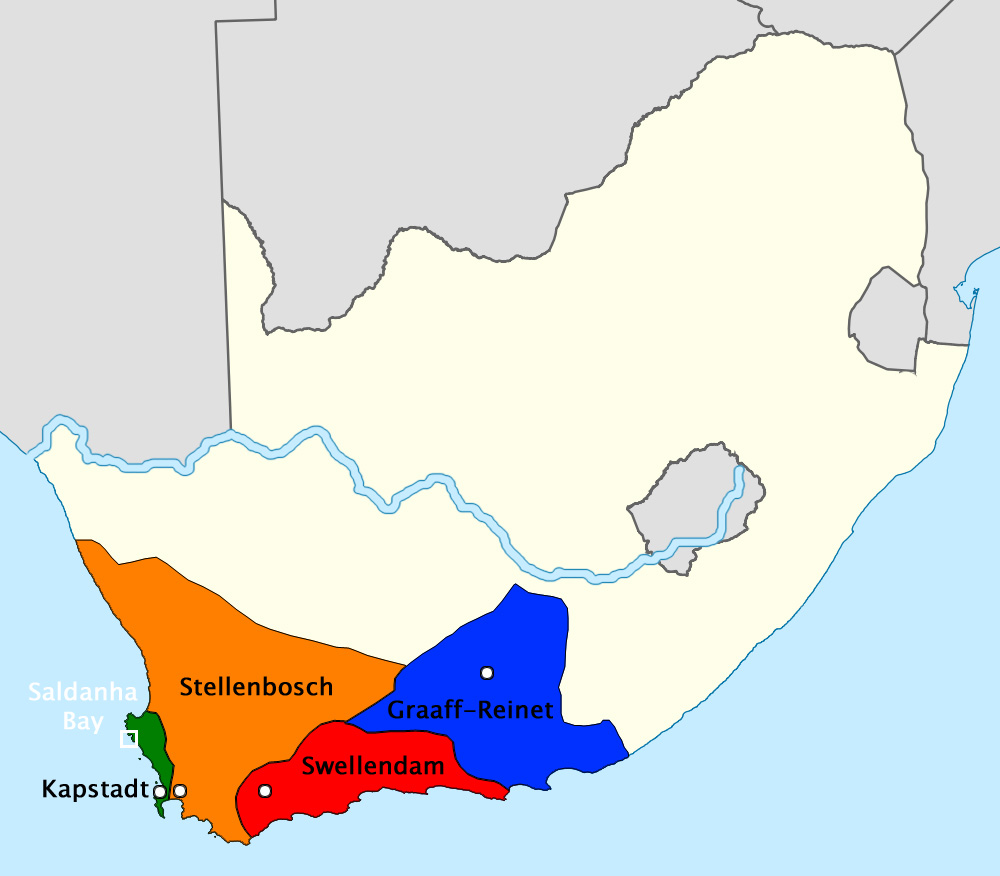
Die Kapkolonie mit den batavischen Tochterrepubliken Graaff-Reinet (blau) und Swellendam (rot) am Vorabend der britischen Okkupation 1795

Das ebenfalls im Indienhandel engagierte Großbritannien versuchte bereits während des vierten Englisch-niederländischen Seekrieges 1780, das Kap durch eine Flotte einzunehmen, konnte aber mit französischer Hilfe zurückgeschlagen werden. Als jedoch die Niederlande 1795 im Zuge des ersten Koalitionskrieges von Frankreich besetzt wurden, nutzten die Briten eine Rebellion in der Kapkolonie, diese unter ihre Herrschaft zu bringen und so den Franzosen zuvorzukommen. Spannungen zwischen Buren und der VOC hatten unter dem Einfluss der Französischen Revolution an verschiedenen Orten zu Aufständen und 1795 zur Ausrufung der ersten beiden Burenrepubliken in Graaff-Reinet und Swellendam geführt.
1803 zogen sich die Briten nach dem Frieden von Amiens zunächst wieder zurück und überließen das Kap der Batavischen Republik als Rechtsnachfolger der 1798 aufgelösten VOC. Bereits 1806 annektierte Großbritannien die Kapkolonie (wie auch Ceylon und Niederländisch-Guayana) jedoch endgültig, nachdem die napoleonischen Kriege in Europa wieder aufgeflammt waren. Mit 6700 Mann zwangen die Briten die Holländer zur Übergabe des Forts. Dabei beriefen sie sich auf ältere Rechte am Kap, da es dort bereits 1620 eine englische Siedlung gegeben habe. 1815 wurde die Abtretung an das britische Kolonialreich auf dem Wiener Kongress von den Niederlanden bestätigt, die als Kompensation die früheren Österreichischen Niederlande erhielten.
Hatte die britische Kolonialverwaltung zunächst noch die Verwaltungsstruktur der Niederländer weitgehend unberührt gelassen, so änderte sich dies, als die „Siedler von 1820“, 4000 bis 5000 britische Einwanderer, den Osten der Kapkolonie erreichten. Englisch wurde zur offiziellen Landessprache erklärt und mit der Einführung der Pressefreiheit begann sich politisches Leben zu entwickeln.
1853 erhielt die Kapkolonie eine begrenzt repräsentative Selbstregierung und eine von London genehmigte Verfassung. Das Parlament konnte zwar den Gouverneur nicht abwählen, der weiterhin die Exekutive ausübte, verfügte aber über das Budgetrecht. Für diesen Gesetzgebenden Rat sowie für die Gesetzgebende Versammlung bestand allgemeines Wahlrecht für alle britischen Untertanen über 21, die entweder ein Haus im Wert von 25 Pfund bewohnten oder mindestens 50 Pfund im Jahr verdienten. Das Zensuswahlrecht schloss also Schwarze und Farbige nicht prinzipiell aus, die Hautfarbe sowie die Konfession spielten für das Wahlrecht keine Rolle. Tatsächlich betrug der Anteil der afrikanischen Wähler in den sechs Wahlbezirken am östlichen Kap im Jahr 1886 43 Prozent. Das englische Recht sah unter anderem die Gleichstellung von Weißen und freien Nicht-Weißen vor und verbot den Sklavenhandel. Die 1828 in der Ordinance 50 proklamierte grundsätzliche Rechtsgleichheit der indigenen Bevölkerung wurde jedoch durch Sondergesetze konterkariert. So hob ein „Passgesetz“ die Freizügigkeit für Khoikhoi auf und band diese so an einen Herrn. 1834 wurden alle Sklaven freigelassen, für viele bedeutete dies freilich eine Entlassung in die Armut. Paradoxerweise verschärfte die Sklavenbefreiung die Rassentrennung. Gemischtrassische Ehen wurden seltener, die Stadtviertel differenzierten sich nach der Hautfarbe ihrer Bewohner. Neben der repräsentativen Selbstregierung und der grundsätzlichen Rechtsgleichheit war die Einführung eines freien Wirtschaftssystems ein wichtiger Aspekt des „Kap-Liberalismus“. Die Basis der Wirtschaft war seit den 1840er Jahren die Schafzucht auf den Trockenweiden am östlichen Kap und in der Karoo. An Bedeutung gewann auch der Handel mit den Bantu-Völkern im östlichen Grenzland, der sich 1875 bereits auf etwa 750.000 Pfund belief.

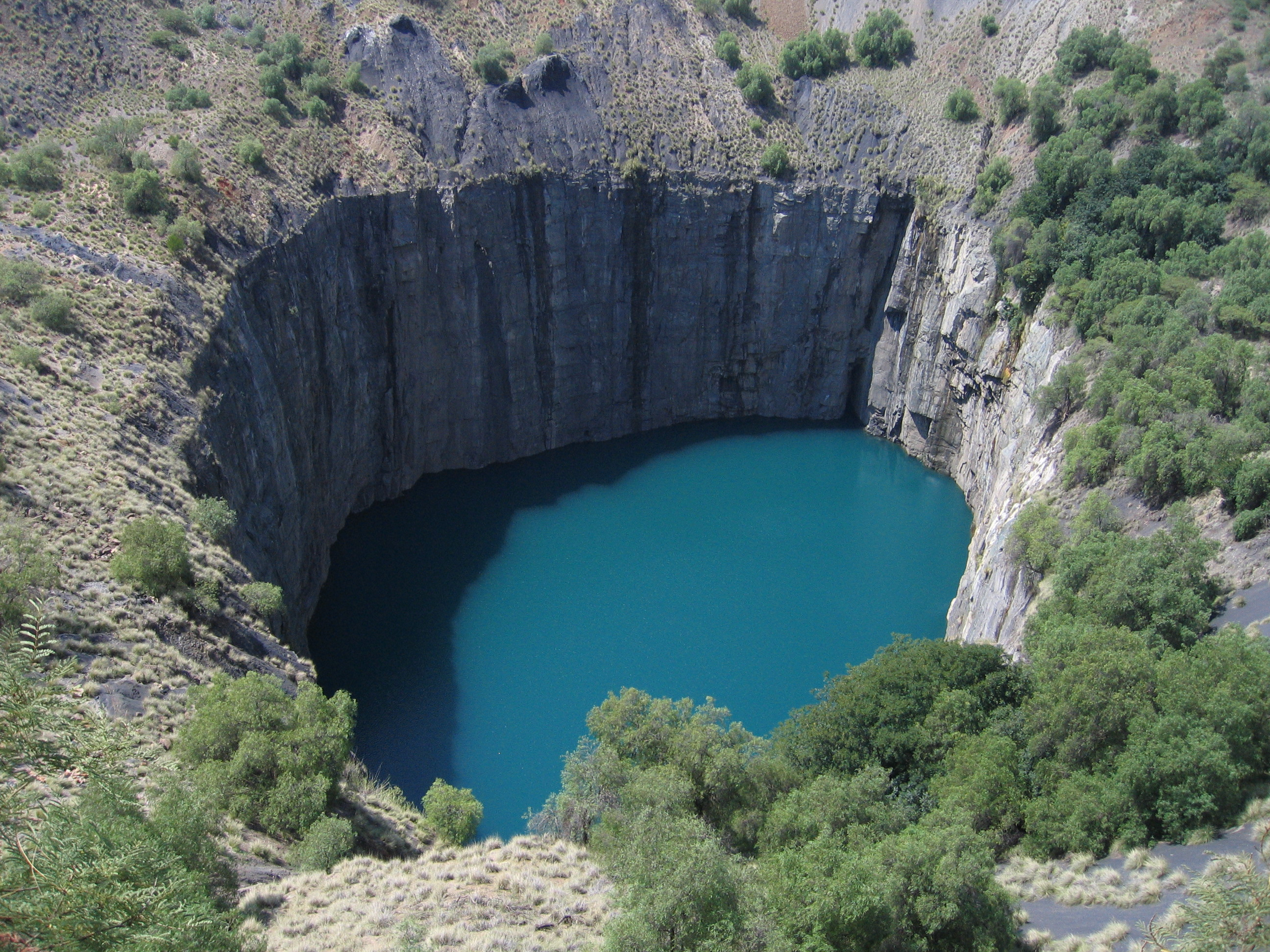
Das etwa 400 Meter tiefe Big Hole in Kimberley gilt als „größte je von Menschenhand gegrabene Loch“.

1869 löste der Fund riesiger Diamantvorkommen in Kimberley am Nordkap einen Diamantenrausch aus. Mit der Firma De Beers bildete sich bald ein Monopolist heraus, der bis heute den weltweiten Diamantenhandel beherrscht. Um den illegalen Handel mit Diamanten zu unterbinden, wurden die schwarzen Arbeiter gezwungen, in isolierten Compounds zu leben, käfigartigen Arbeitersiedlungen in unmittelbarer Nähe zu den Minen mit schlechten hygienischen und sozialen Verhältnissen. Das Phänomen der Wanderarbeit wirkte sich verheerend auf die Sozialstruktur der schwarzen Gesellschaften aus, indem sie die Familien sowie die Wirtschaft in den ländlichen Gebieten zerstörte und die Arbeiter entwurzelte.
1872 gewährte Großbritannien der Kapkolonie innere Autonomie. Ein vom Parlament gewählter und diesem verantwortlicher Premierminister übernahm die Regierungsgeschäfte und der Gouverneur zog sich auf repräsentative Aufgaben zurück. Dies war der erste Schritt zum eigenständigen Staat Südafrika. Die neue selbstständige Kapregierung löste den britischen Liberalismus durch eine strenge Rassentrennung ab und schloss Afrikaner in den eroberten östlichen Grenzregionen vom Wahlrecht aus.
Unter britischer Herrschaft setzte auch eine starke christliche Missionstätigkeit ein, die unter den calvinistischen Holländern kaum eine Rolle gespielt hatte. Die erste Mission war seit 1737 die der protestantischen Böhmischen Brüder, die sich besonders um die Khoikhoi kümmerten. Ab 1799 war die London Missionary Society in den unruhigen nördlichen Grenzgebieten tätig, 1823 kam die methodistische Wesleyan Missionary Society hinzu und missionierte unter den Xhosa. Die ersten katholischen Missionare begannen 1852 ins Land vorzudringen. Die erste größere Missionsschule Afrikas wurde 1841 in Lovedale bei Alice errichtet, aus der später die Universität Fort Hare hervorging.

### Die Bantu-Völker

#### Mfecane

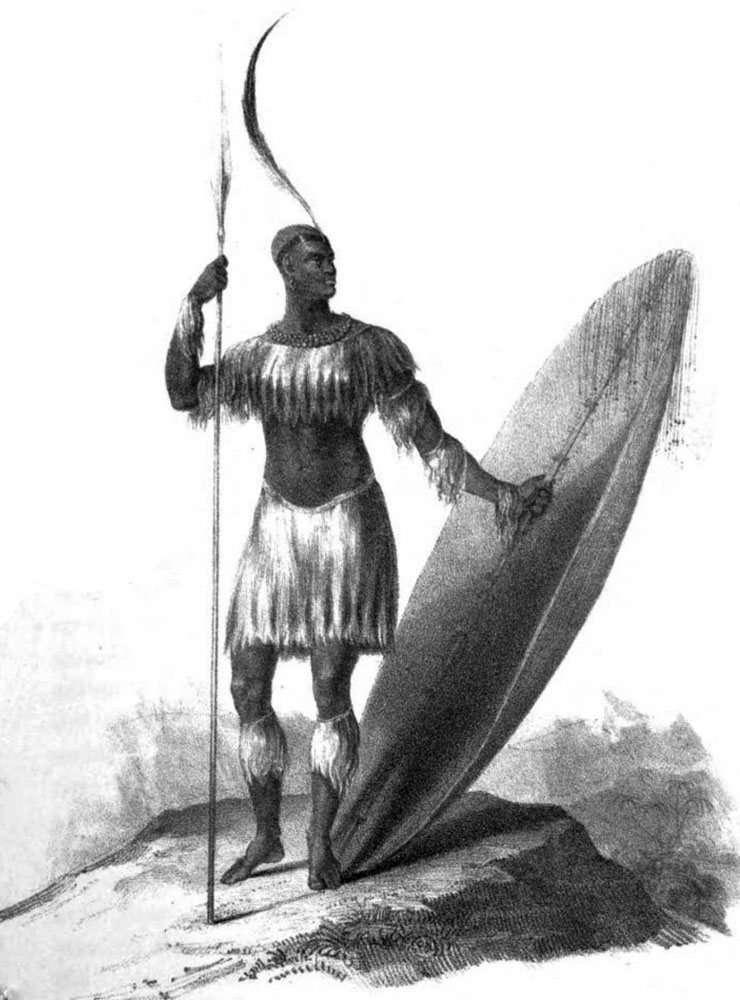
König Shaka (James King, 1824)

Der Begriff Mfecane (Nguni: „Zermalmen“) bezeichnet einen Prozess gewaltsamer Herrschaftsveränderung unter den schwarzen Völkern des südöstlichen Südafrika, der sich etwa von 1817 bis Mitte der 1840er Jahre erstreckte. Die Mfecane ist historisch ähnlich schwer fassbar und wurde ebenso propagandistisch instrumentalisiert wie die Besiedlung Südafrikas durch Bantu-Völker. Besonders die Ursachen der Mfecane sind umstritten. In Frage kommen verheerende Trockenperioden in den Jahren 1800–1803, 1812 und 1816–1818, der portugiesische Sklaven- und Elfenbeinhandel in Mosambik, Rivalitäten der Bantu-Völker untereinander sowie das Vordringen der Treckburen von Westen. Auslöser war die Expansion der Zulu unter Shaka, die eine Kettenreaktion von Kriegen und Vertreibung unter den benachbarten Völkern und Stämmen zur Folge hatte. Die Ausdehnung des Zulu-Reiches drängte die Xhosa-Chiefdoms nach Westen in das Gebiet der Khoikhoi ab. An der Siedlungsgrenze der Kapkolonie stießen die Xhosa auf die in umgekehrter Richtung expandierenden Buren. Die Ndebele spalteten sich von den Zulu ab und wichen ebenfalls westwärts aus. Sie unterwarfen auf ihrem Weg die Tswana, trafen 1836/37 auf die nach Nordosten vorrückenden Buren und wurden von diesen geschlagen. Daraufhin gründeten sie im heutigen Simbabwe das Matabele-Königreich. Im Highveld im Landesinneren war eine der Reaktionen auf die kriegerischen Auseinandersetzungen die Einigung des Volkes der Basotho unter ihrem Häuptling Moshoeshoe. Im Norden entstand das Königreich Swasi. Sowohl Basutoland als auch Swasiland konnten später als britische Protektorate ihre Unabhängigkeit von Südafrika bewahren.

#### Die Unterwerfung der Bantu-Völker
An der Ostgrenze der Kapkolonie führten die Briten zwischen 1778 und 1878 mit großer Härte und einer Taktik der verbrannten Erde bewaffnete Konflikte, darunter neun sogenannte Grenzkriege vor allem gegen die Xhosa. Im Grenzkrieg von 1811/12 setzte Großbritannien erstmals reguläre, aus den Koalitionskriegen kampferfahrene Linientruppen statt bewaffneter Siedler ein, die erstmals einen totalisierten Krieg führten. Um das Ostkap zu sichern, wurde die Garnisonsstadt Grahamstown gegründet. Diese militärischen und verwaltungstechnischen Neuerungen des Jahres 1812 können als der eigentliche Beginn des modernen Kolonialismus auf dem afrikanischen Kontinent angesehen werden. Mit jedem Grenzkrieg steigerte sich die Gewaltspirale, stieg die Zahl der eingesetzten britischen Soldaten, wurde das Land stärker verheert, verbesserte sich auch die Kampfkraft der Xhosa durch den Einsatz von Feuerwaffen und Guerillataktiken. Verstärkt wurde die Katastrophe für die Xhosa 1857 durch die auf einer Prophezeiung eines Mädchens beruhende Viehtötung der Xhosa. Durch die folgende Hungersnot sank die Bevölkerungszahl auf dem Gebiet der Xhosa von etwa 105.000 auf 38.500. In die entvölkerte Region strömten weiße Siedler. Die Niederlage der taktisch den Briten hoch überlegenen Xhosa war letztlich darauf zurückzuführen, dass ihre Lebensgrundlage zerstört war.
Nachdem das Volk der Xhosa gebrochen war, konnten sich nur noch Venda und Pedi in Transvaal sowie die Basotho im Landesinneren gegen die Afrikaaner behaupten. Die Basotho unter Moshoeshoe verhinderten den Zusammenbruch dadurch, dass ihr Land, das heutige Lesotho, 1868 britisches Protektorat wurde.

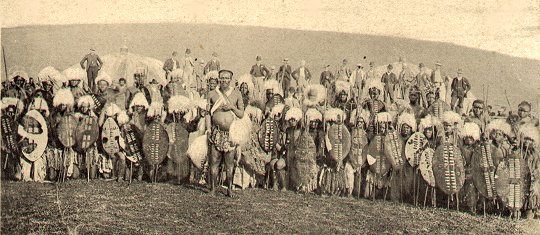
Zulu-Krieger (Ende 19. Jahrhundert)

Nur der Zulustaat erschien den Briten noch als Bedrohung ihrer Siedlungen in Natal. Am 11. Dezember 1878 übergaben Kolonialvertreter deshalb ein Ultimatum an die Zulu. Die Briten forderten darin die Zahlung von Steuern und die Einstellung von Überfällen auf englische Siedler. Im Januar 1879 drangen, nach Ablauf des Ultimatums, englische Kolonialtruppen unter Generalleutnant Lord Chelmsford, von Natal aus in das Zulureich ein. Damit begann der Zulukrieg. Am 22. Januar konnte Cetshwayo den Briten in der Schlacht bei Isandhlwana eine katastrophale Niederlage zufügen. Lord Chelmsford begann im Sommer seine Truppen umzustrukturieren. Die Briten schickten in dieser Zeit Truppen aus dem gesamten Empire nach Südafrika. In der Schlacht bei Ulundi am 4. Juli 1879 konnten die technisch deutlich überlegenen Briten die Zulu besiegen. Der König der Zulu überlebte die Schlacht und floh nach Norden, während die Reste seiner Armee sich in alle Richtungen zerstreuten. Zwei Wochen nach der Entscheidungsschlacht informierten die Briten darüber, dass das Zulu-Königreich nicht mehr bestehe. Cetshwayo wurde einen Monat später, am 28. August, gefangen genommen. Das Zululand wurde in 13 separate Königtümer aufgeteilt.
Die Vergrößerung des durch die südafrikanischen Briten kontrollierten Territoriums ging nun in erhöhtem Tempo weiter. 1884 annektierte die Kapkolonie Pondoland, 1885 wurde Betschuanaland, das heutige Botswana, britisches Protektorat. Basutoland, das heutige Lesotho, wurde 1868 britisches Protektorat und, nach kurzzeitigem Anschluss an die Kapprovinz, 1884 Kronkolonie.

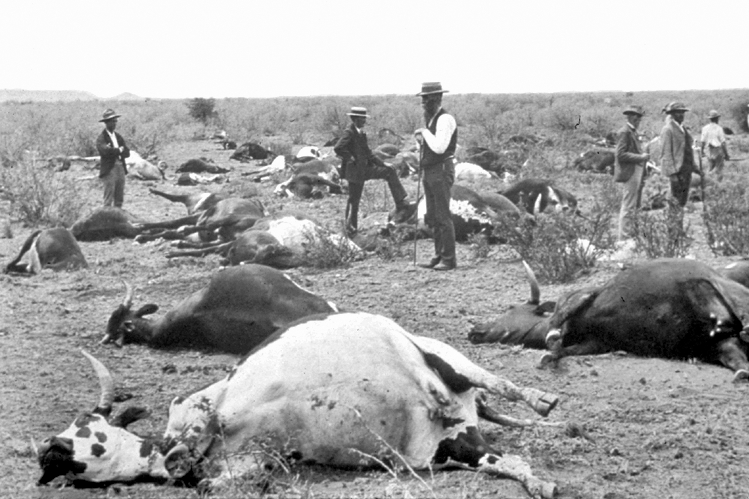
Rinderpest-Ausbruch in Südafrika, 1896

Gebrochen wurde der Widerstand der verschiedenen Bantu-Ethnien oft durch eine Reihe anderer Faktoren wie Naturkatastrophen und Trockenheit. Die Rinderpest beispielsweise tötete Ende des 19. Jahrhunderts 80 bis 90 Prozent des Viehs in der Transkei und beinahe ebenso viele in der Ciskei. Die Ernteerträge der Bantu gingen stark zurück. Die Gründe für die Einbußen in der Landwirtschaft sind vielfältig. Zum einen erhielten sie durch europäische Großfarmer starke Konkurrenz. Dazu kam eine allgemeine Rezession von 1873 bis 1896 sowie der interne wie auch externe Druck durch den Diamantenabbau ab 1860 und den Goldabbau ab 1880. Der interne Druck wurde durch das Interesse vieler Bantu, sich am Abbau zu beteiligen, verursacht, was die Schwächung der traditionellen Strukturen und damit der Landwirtschaft zur Folge hatte. Externer Druck entstand durch den Wert der Diamanten und des Goldes, welcher die Weißen zu einer gezielteren Kolonisierung drängte.
Eine nicht zu unterschätzende Rolle bei der Kolonisierung spielten die Missionare, die allerdings mit unterschiedlichem Erfolg operierten. Wo beispielsweise die Tswana recht offen auf die missionarischen Bemühungen reagierten, zeigten die Zulu nur wenig Interesse. Eine bemerkenswerte Entwicklung nahmen Missionsbemühungen unter den Xhosa. Mit dem Lovedale Missionary Institute gelang es bereits im 19. Jahrhundert, eine höhere Bildung für Xhosa zu etablieren und später daraus ein College in Alice zu entwickeln. Große Verdienste erwarben sich dabei James Stewart und Jane Elizabeth Waterston.

### Die Burenrepubliken

#### Großer Treck
Die Abschaffung der Sklaverei im Britischen Empire 1834 entzog vielen Buren die Existenzgrundlage. Die rechtliche Gleichstellung freier Nichtweißer (1828), ein Grenzkrieg mit den Xhosa 1834/35, die Anglisierungstendenzen am Kap und der damit einhergehende schwindende Einfluss der Buren trugen zusätzlich zur Unzufriedenheit der Afrikaaner bei. Um sich dem Einflussbereich des britischen Rechts zu entziehen, wichen sie als sogenannte Voortrekker erneut ins Hinterland aus. Im Großen Treck wanderten rund 12.000 Buren (nach Albrecht Hagemann mindestens 6000 bis zum Jahr 1840, nach Jan Visagie zwischen den Jahren 1835 und 1845 über 20.000) in mehreren Wellen in die Gebiete nördlich des Oranje-Flusses aus und trafen dort auf Bantu, deren Widerstandskraft durch die Mfecane geschwächt war. Zu heftigen kriegerischen Auseinandersetzungen kam es jedoch mit den Ndebele und den Zulu in Natal. 1838 ermordeten die Zulu den Voortrekkerführer Pieter Retief, nachdem dieser ihnen 700 Rinder gebracht hatte, mit seinen Begleitern und töteten kurz darauf weitere rund 400 Siedler.
Die Entscheidung zu Gunsten der Buren brachte die Schlacht am Blood River, bei der am 16. Dezember 1838 die Zulu unter Dingane vom burischen General Andries Pretorius besiegt wurden.

#### Die Gründung der Burenrepubliken

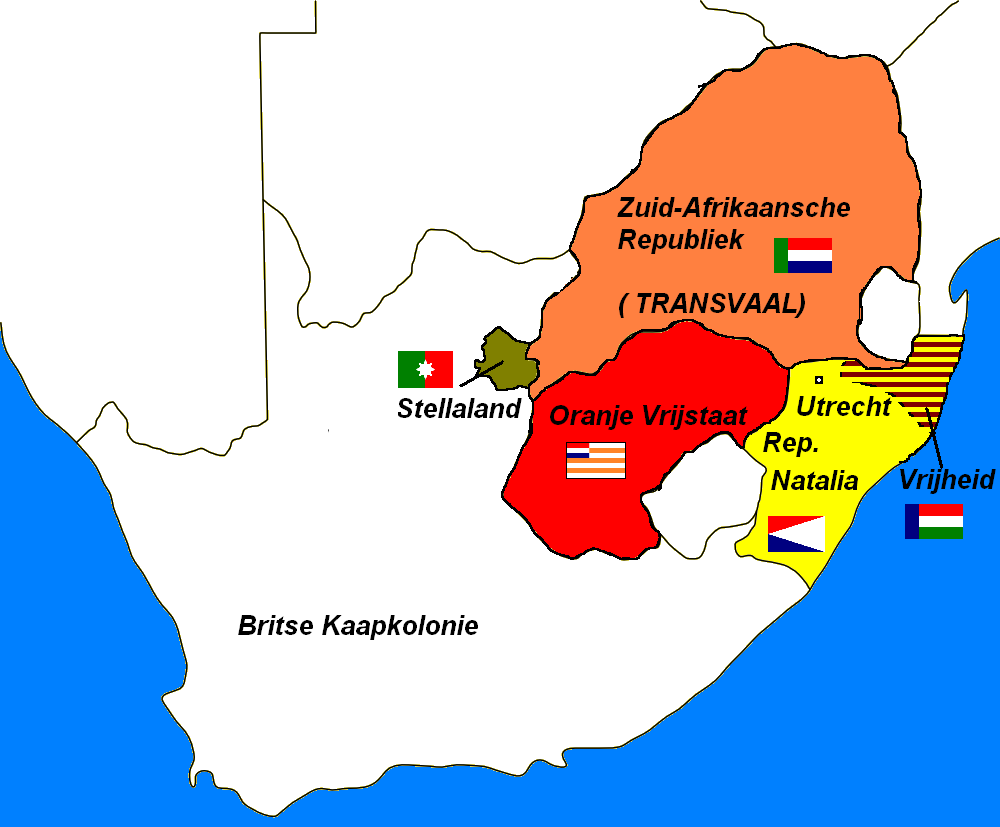
Die Burenrepubliken Natalia (gelb), Südafrikanische Republik (Transvaal, orange) und Oranje-Freistaat (rot)

Als erste der großen Burenrepubliken gründeten die Voortrekker 1839 an der Ostküste, südlich des Zulu-Reiches Natalia, das jedoch schon 1843 von den Briten annektiert wurde. Die nach Norden ins Landesinnere ausweichenden Buren gründeten daraufhin den Oranje-Freistaat zwischen den Flüssen Oranje und Vaal sowie Transvaal nördlich davon. In der Sand River Convention von 1852 regelten die Briten die Landaufteilung mit den Buren, überließen ihnen sämtliches Land nördlich des Vaal und erkannten die Unabhängigkeit Transvaals als Südafrikanische Republik an. Zwei Jahre später erfolgte die Anerkennung des Oranje-Freistaats in der Bloemfontein Convention.
In den beiden rein agrarisch geprägten Präsidialrepubliken lebten um 1870 nur etwa 45.000 Weiße. Im Oranje-Freistaat kehrten nach 1864 unter der Präsidentschaft Johannes Henricus Brands relativ stabile Verhältnisse ein. Wirtschaftlich bestimmte der Wollexport den Freistaat. Dagegen blieb Transvaal ohne echte Regierung und war von bewaffneten Auseinandersetzungen verschiedener Trekkergruppen geprägt. In beiden Staaten herrschte ein rassistisches Wahlrecht nur für Weiße.
Die Entdeckung der größten Goldvorkommen der Welt 1886 am Witwatersrand änderte die Wirtschafts- und Sozialstruktur der bis dahin abgelegenen, überwiegend als Farmland genutzten Burenrepubliken völlig. Da der Goldgehalt in den Lagerstätten niedrig war, mussten riesige Mengen Gestein bewegt werden. Die zunehmend kapitalintensive industrielle Goldgewinnung hatte eine schrittweise Konzentration des Goldabbaus auf wenige starke Unternehmen zur Folge, die sich in der mächtigen Bergwerkskammer (Chamber of Mines) zusammenschlossen. Der Bergbau zog Tausende von größtenteils britischen Arbeitern und Glücksrittern in die burisch dominierten Gebiete und schon Mitte der 1870er Jahre arbeiteten etwa 50.000 Schwarze in der Diamantförderung. Zehn Jahre nach der Gründung Johannesburgs war die Stadt mit 100.000 Einwohnern, die Hälfte davon Schwarze, bereits die größte Südafrikas.

#### Die Behauptung der Republiken im Ersten Burenkrieg

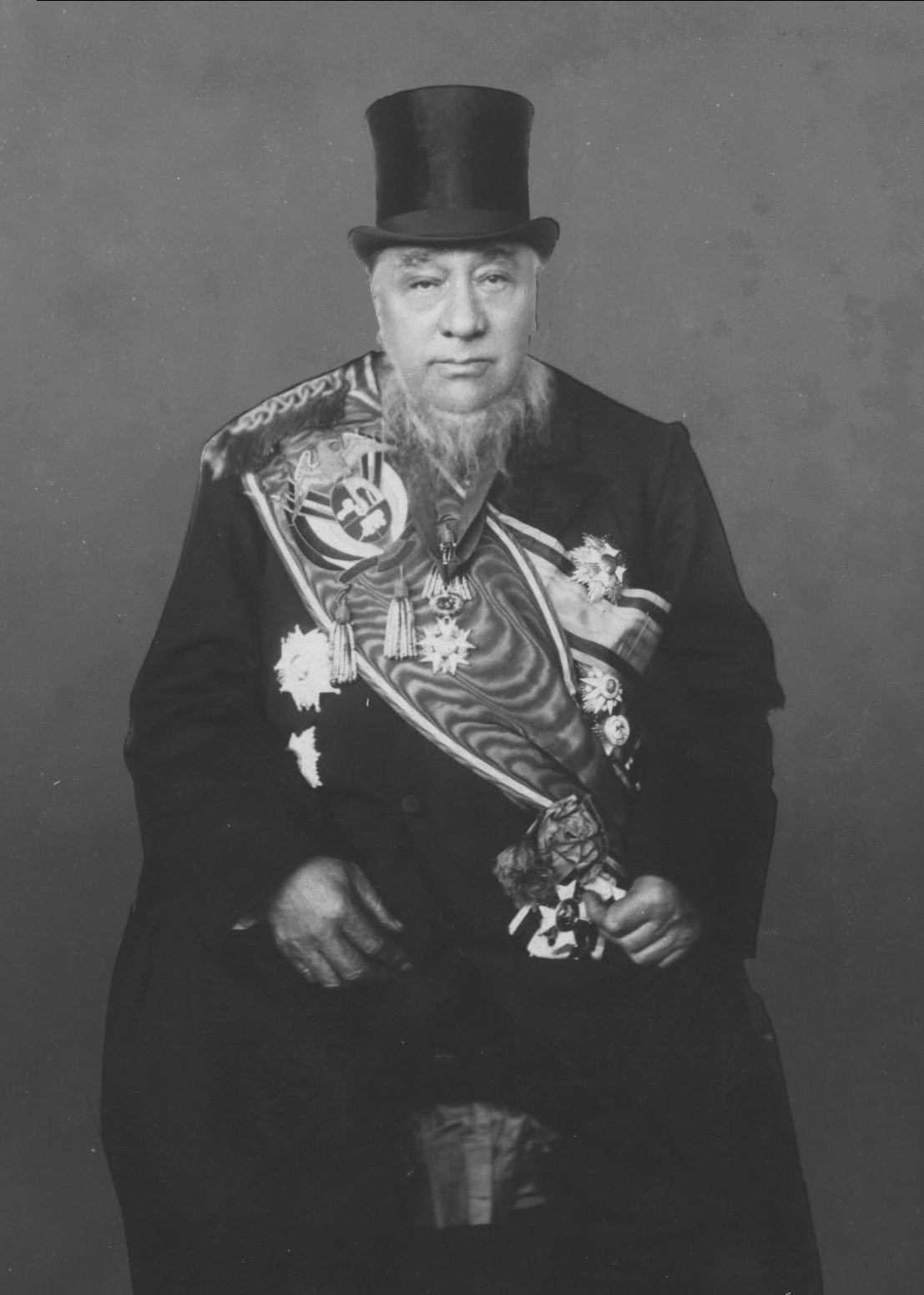
Paul Kruger (1898)

Bestrebungen Londons, alle britischen Kolonien im südlichen Afrika zu einem Territorium zu vereinen, weckten das Interesse Großbritanniens an den Burenrepubliken. Die verlustreichen Kämpfe der Buren gegen die von Sekhukhune angeführten Pedi nutzte das Empire 1877, die politisch instabile Südafrikanische Republik zu annektieren. Nachdem die Briten den schwierigen Kampf gegen Pedi und Zulu mühsam, aber erfolgreich beendet hatten, erhoben sich die Buren 1879 unter Paul Kruger. Mit der Erklärung der Unabhängigkeit durch die Südafrikanische Republik am 16. Dezember 1880 brach der Erste Burenkrieg aus. Den Afrikaanern gelang im Februar 1881 in der Schlacht am Majuba Hill der entscheidende Erfolg. Der Friedensvertrag vom 23. März sicherte den Buren im Transvaal Selbstverwaltung unter formeller britischer Oberherrschaft zu. 1884 erlangte die Südafrikanische Republik mit der London Convention wieder ihre volle Unabhängigkeit, Paul Kruger wurde ihr Präsident.
Der Streit um Eisenbahnstrecken und Frachttarife sorgten für Streit zwischen der britischen Kapkolonie unter Premierminister Cecil Rhodes und Transvaal. Seit den Goldfunden 1886 strömten britische Arbeitskräfte in großer Zahl in das Gebiet der Afrikaaner und erzeugten durch ihre Anwesenheit zusätzliche Spannungen. Am 2. Januar 1896 konnten die Afrikaaner einen britischen Überfall, den von Cecil Rhodes mitgeplanten Jameson Raid, abwehren. In Europa führte die Krüger-Depesche, ein Glückwunschschreiben Kaiser Wilhelms II. an Paul Kruger nach dem erfolgreich abgewehrten Überfall, zu starken deutsch-britischen Spannungen.

#### Der Zweite Burenkrieg
Mit den Goldfunden in Transvaal sowie dem Auftreten des Deutschen Reichs als Kolonialmacht in Deutsch-Südwestafrika kam den Burenstaaten für das britische Empire eine wirtschaftliche und strategische Schlüsselrolle zu. 1899 nahm Großbritannien die politische und rechtliche Benachteiligung der als uitlanders bezeichneten Briten, die zu diesem Zeitpunkt bereits die Mehrheit in Transvaal stellten, zum Anlass, erneut gegen die Unabhängigkeit der Burenrepubliken vorzugehen. Am 11. Oktober 1899 brach der Zweite Burenkrieg aus; er wird heute oft als 'Südafrikanischer Krieg' bezeichnet.

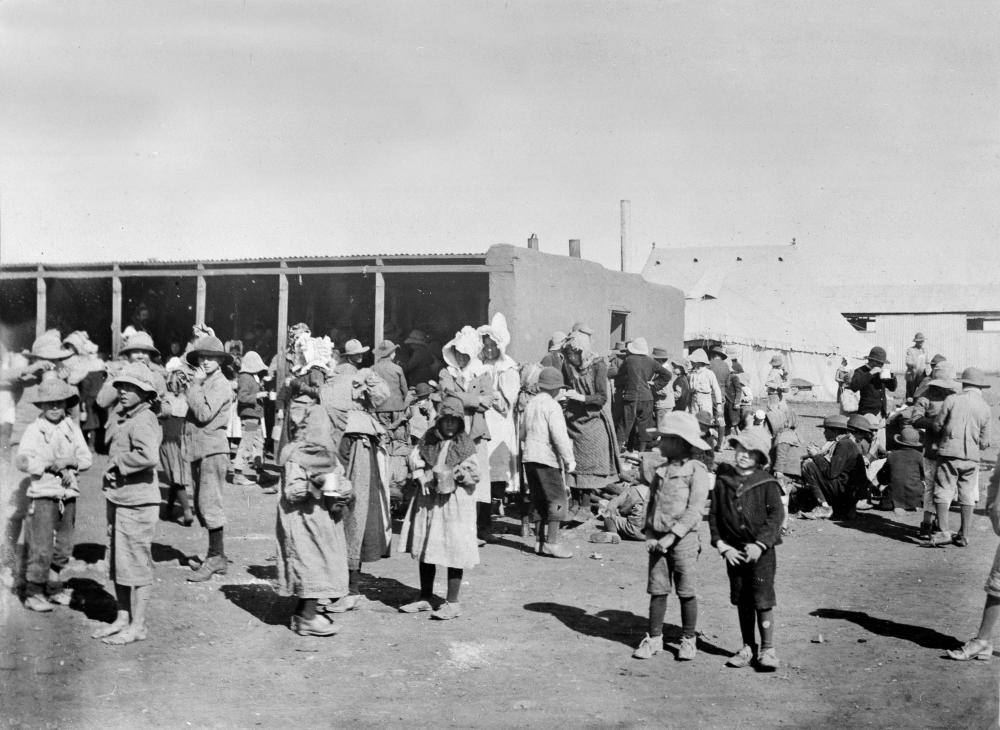
Burische Frauen und Kinder in einem Britischen concentration camp während des Zweiten Burenkrieges

Bis zum Juni 1902 konnten die britischen Truppen die Hauptstädte Bloemfontein und Pretoria einnehmen und beide Republiken annektieren. Damit schien der Krieg für das Empire gewonnen zu sein, doch nun verlegten sich die Buren auf Guerillataktiken, die die Briten mit einer Kriegsführung der verbrannten Erde beantworteten. Letztlich setzte sich in den mit äußerster Grausamkeit geführten Kämpfen die militärische Übermacht des Empire gegen die hoch motivierten, disziplinierten und ihre Landeskenntnis nutzenden Kommandos der Buren durch. Insgesamt kämpften auf britischer Seite rund 450.000 Soldaten, von denen etwa 21.000 fielen. Der Burenkrieg war der blutigste, längste und kostspieligste Krieg, in den Großbritannien seit den Napoleonischen Kriegen verwickelt war. Auf Seiten der Afrikaaner starben etwa 7.000 Bewaffnete sowie rund 28.000 Zivilisten, darunter viele Frauen und Kinder, die in erstmals so bezeichneten Concentration Camps zusammengetrieben wurden. Mehrere Tausend Schwarze starben durch Hunger und Epidemien in dem verwüsteten Land. Zum Sieg der Briten trug bei, dass die Schwarzen sich trotz des gewaltigen Zerstörungswerks überwiegend auf ihre Seite schlugen, in der Hoffnung, das in den vergangenen Jahrzehnten an die Voortrekker verlorene Land zurückgewinnen zu können.
In Europa und Amerika wurde der Kriegsverlauf aufmerksam verfolgt. Im Zweiten Burenkrieg kämpften auf Seiten der Buren ausländische Freiwillige gegen die britischen Truppen, darunter Iren, Amerikaner, Deutsche und Russen. Unter den Unterstützern der Buren war auch die junge kommunistische Bewegung Russlands. In Großbritannien hielt besonders die abenteuerliche Flucht des jungen Kriegsberichterstatters Winston Churchill aus einem burischen Kriegsgefangenenlager die Öffentlichkeit in Atem.
Am 31. Mai 1902 unterzeichneten beide Seiten den Frieden von Vereeniging. Der Oranje-Freistaat und die Südafrikanische Republik wurden in die britischen Kolonien Oranjefluss-Kolonie und Transvaal umgewandelt. Die Afrikaaner erhielten alle Rechte britischer Staatsbürger, Afrikaans wurde als Amtssprache in Schulen und für Verhandlungen bei Gericht zugelassen, den burischen Teilnehmern am Krieg Freiheit vor Verfolgung garantiert. Bereits 1907 wurden der Oranjefluss-Kolonie und Transvaal Selbstverwaltung und eigene Regierungen zugestanden.

### Natal

Flagge von Natal

An der Ostküste, südlich des Zulu-Reiches gründeten die Voortrekker 1839 mit Natalia die erste Burenrepublik mit der Hauptstadt Pietermaritzburg. Schon 1843 wurde diese Republik von den Briten annektiert, zunächst der Kapkolonie angegliedert und 1856 in die eigenständige Kolonie Natal umgewandelt. In Natal bestimmte der Zuckerrohranbau die Wirtschaft. Hier wurde mit der Native Administration ein System der territorialen Rassentrennung eingeführt, in dem man heute ein Modell für die spätere Apartheidpolitik sieht, das jedoch von der Absicht getragen wurde, die Kultur und soziale Struktur der Afrikaner zu bewahren. Für die Zulu richteten die Briten locations, Reservate, ein. Dies hatte zur Folge, dass den weißen Farmern billige Arbeitskräfte fehlten. Deshalb wurden ab 1860 indische Vertragsarbeiter aus ihrem Heimatland angeworben, die schwerpunktmäßig über Durban einwanderten und nach Ablauf ihrer Vertragszeit das Recht hatten, in der Kolonie zu bleiben und als Ersatz für die kostenlose Rückreise ein Stück Land als Eigentum zu erhalten. Etwa die Hälfte der 100.000 Inder, die Ende des 19. Jahrhunderts in Südafrika lebten, wählten diese Option. Neben den Vertragsarbeitern wanderten seit den 1880er Jahren indische Kaufleute ein, die in Konkurrenz zu den weißen Händlern traten. Seit Natal 1897 eine Siedlerselbstverwaltung erhielt, waren die indischen Kaufleute diskriminierenden Maßnahmen ausgesetzt.

## Das unabhängige Südafrika

### Die Südafrikanische Union

#### Die Gründung der Südafrikanischen Union

Flagge der Südafrikanischen Union als Dominion im britischen Commonwealth (1910–1912)

Flagge in leicht geändertem Design (1912–1928)

Die Möglichkeit zur Bildung eines gemeinsamen Staates zwischen den vier britischen Kolonialgebieten Kapkolonie, Natal, Transvaal und Oranjefluss-Kolonie wurde 1908 erstmals auf Ebene ihrer Regierungen angeregt. Anlässlich einer in Pretoria stattfindenden interkolonialen Ministerkonferenz fand diese Idee eine ausführliche Erörterung. Im selben Jahr traten Parlamentsvertreter aus allen vier Kolonien zu einem Konvent (National Convention) in Durban und Kapstadt zusammen, um einen konkreten Beschlussvorschlag auszuarbeiten. In der Folge tagten die vier Parlamente, um das diesbezügliche Gesetzgebungsverfahren auf der Grundlage der vorangegangenen Konventberatungen einzuleiten. In Natal entwickelte sich die Forderung, den Schritt in eine gemeinsame Union nur nach einer erfolgreichen Volksabstimmung zu beschreiten. Daraufhin trat in Bloemfontein 1909 ein neuer Konvent zusammen, der dem Ansinnen aus Natal nachgab und eine Änderung im gemeinsamen Vorschlag aufnahm. Noch im Jahr 1909 fassten alle vier Parlamente der Kolonien Kapkolonie, Natal, Transvaal und Provinz Oranje-Freistaat einen positiven Entschluss und in Natal wurde das erforderliche Referendum abgehalten. Mit dieser Beschlusslage wandten sich Delegationen der vier Kolonialparlamente nach England, um vom britischen Parlament eine abschließende legislative Bestätigung zu erlangen. Mit dem Act to constitute the Union of South Africa durch das britische Parlament vom 20. September 1909 wurde die noch vorzunehmende Gründung der Südafrikanischen Union endgültig beschlossen. Dieses Gesetz bestimmte im Artikel 4, dass der König im Privy Council eine Proklamation erlassen wird, die die Bildung der legislativen und exekutiven Organe der Südafrikanischen Union konkret zu regeln hatte.
Am 31. Mai 1910 entstand die Südafrikanische Union als selbstregiertes Dominion im britischen Commonwealth. Aus den vier Kolonien wurden nun die Provinzen Kapprovinz, Natal, Transvaal und Oranje-Freistaat. Wichtige Bestandteile der Vereinigung waren eine starke Zentralregierung, die rechtliche Gleichstellung von englischer Sprache und niederländischer Sprache (erst ab 1925 Afrikaans) sowie die Beibehaltung des jeweiligen Wahlrechts in den vier Provinzen. Damit hatten Schwarze und Coloureds nur am Kap ein eingeschränktes Wahlrecht. Aus der Rivalität der Provinzen um den Sitz der Hauptstadt resultierte die bis heute gültige Verteilung von Legislative, Exekutive und Judikative auf drei Provinzhauptstädte. Kapstadt wurde Parlamentssitz, Pretoria Regierungssitz und Bloemfontein Sitz des obersten Gerichts. Die britische Krone wurde durch einen Generalgouverneur repräsentiert.
Erster Premierminister wurde der frühere Burengeneral Louis Botha als Vertreter der South African Party (SAP), die eine Politik der Aussöhnung zwischen Briten und Buren betrieb. Ihm folgte sein Parteifreund Jan Christiaan Smuts, der von 1919 bis 1924 regierte.
Ebenfalls 1910 gründeten die Südafrikanische Union, Betschuanaland, Swasiland und Basutoland die noch heute bestehende Zollunion des Südlichen Afrika (SACU). Südwestafrika (heute Namibia) war de facto Mitglied der SACU, seit es ab 1918 unter der Verwaltung durch Südafrika stand. Südafrika dominierte seine Nachbarländer durch seine Wirtschaftskraft, aber auch durch das in die anderen Länder hineinreichende Eisenbahnnetz, das länger war als das des gesamten übrigen afrikanischen Kontinents zusammen (siehe auch: Geschichte des Schienenverkehrs in Südafrika). Mit Bildung der Südafrikanischen Union war eine gesetzliche Neuregulierung der Wassernutzung in einem landwirtschaftlich geprägten Land mit in einigen Zentren stark anwachsenden Industrialisierung erforderlich geworden. Der Union Irrigation Act von 1910 und der Irrigation and Conservation of Water Act von 1912 waren auch der Ausgangspunkt einer gesamtstaatlichen Wasserbehörde. Es folgten mit den Jahren 1915 und 1916 sich für die Lebensgrundlagen im Kapgebiet verheerend auswirkende Trockenperioden.

#### Erster Weltkrieg und Zwischenkriegszeit

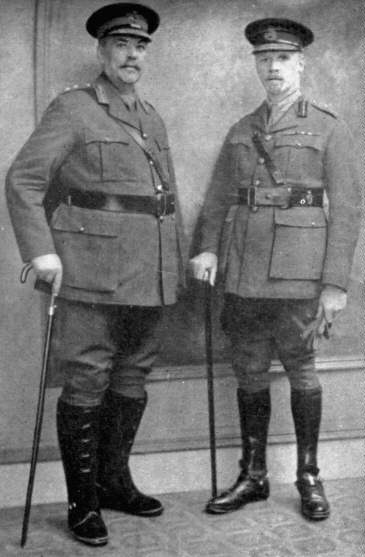
Louis Botha und Jan Christiaan Smuts in Militäruniformen im Ersten Weltkrieg (1917)

Im Ersten Weltkrieg kämpfte Südafrika an der Seite von Großbritannien. 140.000 weiße Südafrikaner nahmen an den Kämpfen in Deutsch-Südwestafrika, Deutsch-Ostafrika und in Nordfrankreich teil, unterstützt von 80.000 schwarzen Hilfstruppen, die unbewaffnet blieben. Gegen die Unterstützung Londons im Krieg gegen Deutschland kam es zu einer Rebellion einiger Afrikaaner-Generäle (Maritz-Rebellion), die von Einheiten der südafrikanischen Armee niedergeschlagen wurden. Nach dem Ende des Krieges unterstellte der Völkerbund die ehemals deutsche Kolonie Südwestafrika der Mandatsverwaltung der Südafrikanischen Union. Das spätere Namibia wurde von der Union als Südwestafrika wie eine fünfte Provinz verwaltet.
Der SAP stand seit 1914 die Nationale Partei gegenüber, die anti-britische Ressentiments schürte und eine Überlegenheit des weißen Afrikaanertums gegenüber den Schwarzen propagierte. Die beiden bestimmenden Themen der südafrikanischen Politik blieben für Jahrzehnte der afrikaans-britische Antagonismus und der Umgang mit den Nicht-Weißen. Diese Reibungen führten zu einem ausgeprägten Afrikaaner-Nationalismus unter den Buren, der im kulturnationalistischen Afrikaner Broederbond ihren deutlichsten Niederschlag fand. Diese Geheimgesellschaft nahm später maßgeblichen Einfluss auf die Apartheidpolitik.
Nach dem Krieg schwächte eine Rezession die Wirtschaft des Landes. Die Eigentümer der Goldbergwerke nutzten die Situation, senkten die Löhne und stellten mehr schwarze Arbeiter ein. In Johannesburg kam es 1922 zu Unruhen weißer Arbeiter, der sogenannten Rand-Revolte (rund 150 Tote und etwa 600 Verwundete). Der Zorn über die blutige Niederschlagung des Aufstands traf die Regierung Smuts, die nicht nur militärisch eingegriffen hatte, sondern auch mit den Unionists, der Partei englandtreuer Südafrikaner, fusioniert hatte und deshalb mit der mächtigen, englisch dominierten Minenkammer verbunden wurde. Die Nationale Partei bediente sich des Begriffes Poor Whites, dessen Rechte gegen das britische Kapital zu verteidigen seien. Die Gruppe der in Armut lebenden Weißen wurde 1930 auf 300.000 geschätzt, das war ein Sechstel der weißen Südafrikaner. Aufgrund des Mines and Works Act von 1911 verdienten die weißen Minenarbeiter jedoch deutlich besser als ihre schwarzen Kollegen. Mit einer Erweiterung dieses Gesetzes, dem Mines and Works Amendment Act von 1926, wurden die weißen Bergarbeiter sogar zu den bestbezahlten Arbeitern des Landes.
1924 wurde die Nationale Partei an die Regierung gewählt. In Koalition mit der South African Labour Party hatte die Regierung von Barry Hertzog eine Zwei-Drittel-Mehrheit. Die beiden sehr unterschiedlichen Parteien einte das Ziel, weiße Arbeiter in den Mittelpunkt der Politik zu stellen. Um die Arbeitslosigkeit unter den weißen Arbeitern zu senken, wurden für sie Arbeitsplätze in der Verwaltung und in der Industrie geschaffen. Die Koalition schuf gesetzliche Grundlagen und beschritt damit den Weg der Rassentrennung, so 1927 den später erweiterten Immorality Act, der sexuelle Kontakte zwischen Weißen und Schwarzen unter Strafe stellte. Während weiße Frauen das Wahlrecht erhielten, durften aus der Gruppe der Coloureds nur die Männer wählen. Bereits unter Smuts war 1923 der Native Urban Areas Act verabschiedet worden, der die südafrikanischen Städte grundsätzlich Weißen als Wohnort vorbehielt und Schwarzen dort lediglich eingeschränktes Aufenthaltsrecht einräumte. Seit 1913 regelte der Natives Land Act die Verteilung des Landes in Südafrika und verbot den Bodentransfer zwischen Angehörigen verschiedener Bevölkerungsgruppen. Danach durften die Schwarzen, die 70 Prozent der Bevölkerung stellten, nur noch in als Reservate festgelegten Gebieten Land erwerben, die lediglich 7,13 Prozent der Gesamtfläche ausmachten. Später erkannte man die Landknappheit in den Reservaten. 1936 erhöhte der Native Trust and Land Act nominal die Flächenquote auf 13,6 Prozent des Landes, dem jedoch nur geringe tatsächliche Steigerungen folgten. Der 1911 in Transvaal erlassene und 1922 erneuerte Mines and Works Act schloss Nichtweiße von großen Teilen des Wirtschaftslebens aus.
Ausgerechnet in Südafrika wurde aber 1916 mit der späteren University Fort Hare auch eine der wenigen akademischen Bildungseinrichtungen für Schwarze in Afrika gegründet; sie wurde später für die Herausbildung einer schwarzen Führungselite äußerst bedeutsam werden. 1912 gründeten schwarze Honoratioren den 'South African Native National Congress', der sich später in African National Congress (ANC) umbenannte. Diese gemäßigte Interessenvertretung setzte zunächst ganz auf Petitionen. Radikaler war die 1919 gegründete, zeitweise 100.000 Mitglieder zählende Gewerkschaft Industrial and Commercial Workers Union (ICU). Seit Ende der 1920er Jahre verlor die ICU an Einfluss.

Flagge Südafrikas von 1928 bis 1994

Mit dem Balfour-Bericht erlangte Südafrika 1926 faktische Souveränität. Großbritannien erlaubte Südafrika, Botschaften in anderen Ländern zu eröffnen; ein unabhängiges südafrikanisches Außenministerium entstand. 1931 erhielt die Union durch das Statut von Westminster auch formal die gesetzgeberische Unabhängigkeit von Großbritannien. Nachdem Südafrika 1932 den Goldstandard nach britischem Modell verlassen hatte, setzte in Teilen der Montan- und Schwerindustrie eine langsame wirtschaftliche Stabilisierung mit zunehmender Wachstumstendenz ein, die in der Folge bis nach 1960 anhielt.
Das vollzog sich innerhalb einer Entwicklung, bei der die Interessen der Weißen vorzugsweise in den Ballungsräumen durch eine entsprechend gestaltete Gesetzgebung seit den 1930er Jahren begünstigt wurden, die den Kern ihrer Industriepolitik bildete. Die Gewinnung der benötigten „schwarzen“ Arbeitskräfte wurde auf Kosten der „weißen“ Farmwirtschaft betrieben. 1930 erhielten die weißen Frauen erstmals das Wahlrecht.
Am 21. Mai 1930 erhielten weiße Frauen das aktive und passive Frauenwahlrecht (Women’s Enfranchisement Act, No. 41 of 1930) verliehen. Bei den weißen Männern galten immer noch Eigentumsschranken, bei den Frauen nicht.
1933 koalierten überraschend SAP und NP und schlossen sich 1934 zur United South African National Party (United Party) zusammen. Das Wahlrecht wurde landesweit dadurch vereinheitlicht, dass in der Kapprovinz den Schwarzen das Wahlrecht entzogen und ihnen lediglich das Recht belassen wurde, auf einer getrennten Wahlliste drei Weiße als ihre Interessenvertreter ins Parlament zu entsenden. 1938 errang die United Party einen weiteren Wahlsieg. Die südafrikanischen Kommunisten der CPSA, die während der Rand-Revolte von 1922 noch die Losung aus dem Manifest der Kommunistischen Partei eigenwillig in „Proletarier aller Länder vereinigt euch und kämpft für ein weißes Südafrika!“ umgeformt hatten, vollzog seit 1924 einen Kurswechsel, öffnete sich den Schwarzen und kooperierte mit dem ANC. Die 1935 gegründete All African Convention versuchte teilweise in Personalunion mit dem ANC, die Interessen der schwarzen Bevölkerungsmehrheit zu vertreten. Neben diesen politischen Bewegungen lösten sich christliche Splittergruppen, viele davon chiliastische Endzeitgemeinden, von der weißen Minderheitsherrschaft.

#### Südafrika während des Zweiten Weltkriegs und zum Ende der 1940er Jahre

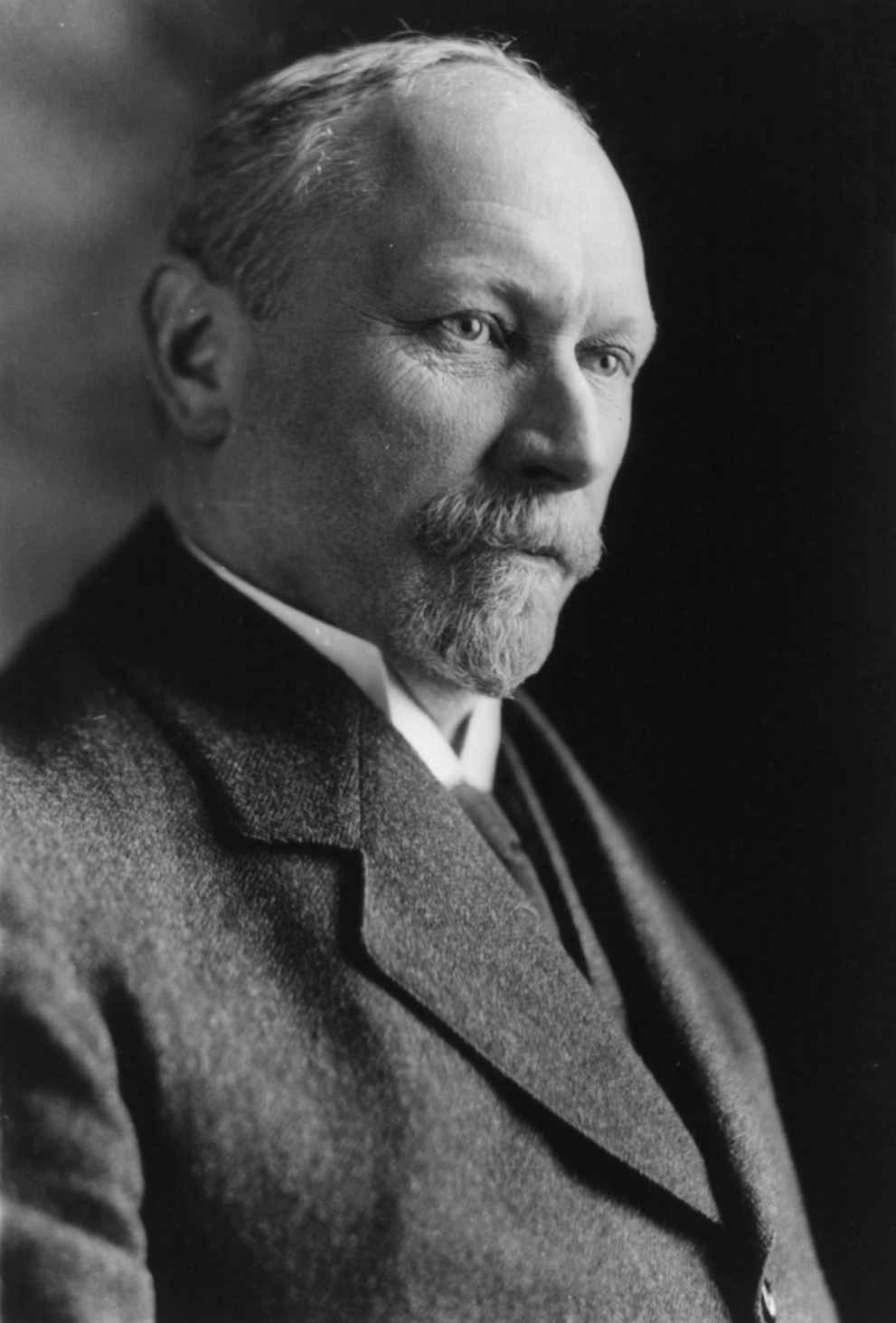
Jan Smuts

Mit dem Ausbruch des Zweiten Weltkriegs zerbrach das Bündnis jedoch. Premierminister Hertzog war für die südafrikanische Neutralität, Justizminister Jan Christiaan Smuts für den Kriegseintritt Südafrikas an der Seite Großbritanniens. Nicht wenige der Afrikaaner sympathisierten mit dem Nationalsozialismus und dem Deutschen Reich. Die Judenfeindlichkeit hatte im Laufe der 1930er Jahre zugenommen und mit der Kulturorganisation Ossewabrandwag entstand ein afrikaanischer Ansprechpartner Berlins. Hertzog unterlag bei der Parlamentsabstimmung vom 4. September 1939 und Südafrika erklärte Deutschland den Krieg. Premierminister wurde erneut Smuts, der 1943 wiedergewählt wurde. Er genoss als Mitglied im Kriegskabinett Churchills, trotz seiner antibritischen Haltung, in Großbritannien hohes Ansehen. Nach dem Krieg war Smuts maßgeblich an der Ausarbeitung der Charta der Vereinten Nationen beteiligt. Südafrikanische Soldaten kämpften in Abessinien, Madagaskar, Nordafrika und Italien. Unterstützt wurden sie dabei von unbewaffneten schwarzen Hilfstruppen.
Inzwischen wuchs durch die Rüstungsaufträge die südafrikanische Wirtschaft. Da viele Weiße an der Front waren, die Zahl der Arbeitskräfte in der Industrie aber um 60 Prozent stieg, mussten verstärkt schwarze Arbeiter eingestellt werden und sorgten für deren rapid zunehmende Urbanisierung in den industriellen Ballungszentren. Besonders die verarbeitende Industrie profitierte von den kriegsbedingten Impulsen. Gleichzeitig kam es zur Warenverknappung und demzufolge zu einem sich konjunkturell negativ auswirkenden Preisanstieg. Die Lebenshaltungskosten stiegen und die Löhne nicht. So blieben die ökonomischen Verhältnisse des Landes bis Ende der 1940er Jahre weiterhin von massiver Arbeitslosigkeit und Unterkonsumtion gekennzeichnet. Demzufolge nahm die Verarmung der nichteuropäischen Bevölkerung in den Industriezentren und in den ländlich strukturierten Reservaten, die Herkunftsregionen der allgegenwärtigen Wanderarbeiter, weiter zu. Landesweite Unruhen zwischen 1940 und 1949 begleitet von Streiks waren die Folge. Die politischen Organisationen und Gewerkschaften der schwarzen Bevölkerung gewannen dabei an Bedeutung. Gleichzeitig bildeten sich Allianzen mit ähnlich aktiven Organisationen und politischen Gruppen der indischstämmigen und Coloured-Bevölkerung. Im Verlaufe der sich zuspitzenden Lage in der südafrikanischen Gesellschaft suchten die Regierenden nach wirksamen Mitteln zur Eindämmung und Bekämpfung der hierbei eintretenden Zerfallserscheinungen im wirtschaftlichen Sektor. Deren Konzepte waren im Kern auf eine künftig effizientere, ideenreiche und möglichst lückenlose Kontrolle der arbeitsfähigen nichteuropäischen Bevölkerung sowie deren endgültige politische Entrechtung orientiert, deren Praxis man ab 1948 als Politik der „getrennten Entwicklung“ systematisch und mit erheblichem institutionellen sowie finanziellen Aufwand umsetzte. Durch dieses politisches Konzept sollte auch künftig ein weit gefächertes und billiges Arbeitskräftereservoir gesichert bleiben, das nicht nur auf einheimischen Personen beruhte. Wanderarbeiter aus benachbarten Regionen der Südafrikanischen Union lagen schon lange im Fokus von Arbeitsagenturen eines speziellen Rekrutierungssystems und bildeten einen taktisch wohl abgewogenen ergänzenden Anteil der Arbeiterschaft in der Industrie und im Bergbau.
Der ANC verschärfte seine Politik seit 1940 Alfred Bitini Xuma den Vorsitz innehatte, der jedoch wegen zu liberalen Positionen in die interne Kritik geriet. Treibende Kraft und Befürworter von Taktiken wie Boykotten, zivilem Ungehorsam, illegalen Streiks, Verweigerung von Kollaboration und Massendemonstrationen war seit 1944 die von Nelson Mandela, Walter Sisulu, Oliver Tambo und anderen gegründete ANC Youth League. Mitbeeinflusst wurden diese von Mahatma Gandhi, der von 1893 bis 1914 in Südafrika als Rechtsanwalt tätig gewesen war und sich dort stark gegen die Diskriminierung der ansässigen Inder eingesetzt hatte. Ähnliche Taktiken vertrat die 1943 von Trotzkisten gegründete Non European Unity Movement, die jedoch weitgehend erfolglos blieb.

#### Die Etablierung des Apartheidregimes
Gegen den außenpolitisch angesehenen Smuts und gegen die Labour Party richtete die Nationale Partei ihren Wahlkampf 1948 ganz auf das Motto der Apartheid, die radikale rassistisch motivierte Trennung aller Südafrikaner, aus und gewann damit die Wahl. Der neue Premierminister Daniel François Malan ging eine Koalition mit der Afrikanerparty ein, die 1951 der NP beitrat. Die Apartheidpolitik begann unsystematisch, basierte zunächst nicht auf einem ausgefeilten Programm und bedeutete zunächst keine Neuorientierung nach der praktizierten Indirect-Rule-Politik der Vorgängerregierungen. Vielmehr erweiterte die NP bereits bestehende Gesetze und kodifizierte bereits bestehende Regeln. Politische Verwaltungsaufgaben für die nichtweiße Bevölkerung wurden ebenso wie unter der britischen Kolonialverwaltung in Kontinuität wahrgenommen. Die Apartheidkonzepte stammten jedoch nicht aus der mit britischen Beamten besetzten Native Administration, sondern beruhten auf Vorarbeiten aus dem Kreis intellektueller Mitglieder des Broederbonds, die später im South African Bureau of Racial Affairs zusammenfanden. In strategisch wichtigen Positionen des öffentlichen Lebens wurden Englischsprachige möglichst durch Afrikaaner und Sympathisanten ersetzt. Werner Willi Max Eiselen war seit den 1930er Jahren mit sozialanthropologischen Arbeiten an der Universität Stellenbosch befasst und dessen Tätigkeit als Staatssekretär nun zu einer Umwälzung im südafrikanischen Bildungswesen im Sinne einer getrennten Entwicklung (separate development) führte, das man als „effektive Reform des Bantuschulsystems“ bezeichnete. Für ungebildete Weiße wurden Stellen im Öffentlichen Dienst geschaffen. Ehen zwischen Angehörigen verschiedener Rassen wurden in Südafrika im Jahr 1949 durch den Prohibition of Mixed Marriages Act verboten.
Im Jahr 1950 bildete die Regierung eine Kommission unter der Leitung des Ethnologen und Agrarökonomen Frederik Rothmann Tomlinson, um für ihre Politik der Rassentrennung von Wissenschaftlern erarbeitete Grundlagen und Empfehlungen zu erhalten. Diese Tomlinson-Kommission erarbeitete einen umfassenden Bericht, der bereits mit seinem Titel, Commission for the socio-economic development of Bantu areas within the Union of South Africa (deutsch: Kommission für die sozio-ökonomische Entwicklung der Bantugebiete innerhalb der Südafrikanischen Union), ihre Zielsetzung verdeutlicht 1950 ging die NP daran, mit einer Reihe einschneidender Gesetze das Fundament für die strikte Apartheid zu legen. Die organisatorische Voraussetzung war die genaue Festlegung der Zugehörigkeit jedes Südafrikaners zu einer „ethnischen oder anderen Gruppe“ durch den Population Registration Act. Eine frühe legislative Handlung zur Einschränkung politischer Rechte nichtweißer Bevölkerungsgruppen bildet der Separate Representation of Voters Act, nach dem in der Kapprovinz die Coloureds nur noch vier Interessenvertreter wählen durften, wie dies bereits für die Schwarzen galt.
Mit der Erweiterung des Immorality Acts wurden sexuelle Beziehungen zwischen Weißen und Angehörigen aller anderen Rassen unter Strafe gestellt. Der Group Areas Act legte für jede ethnische Gruppe bestimmte Wohngebiete fest. In Johannesburg wurde der schwarze Stadtteil Sophiatown zwischen 1955 und 1963 vollständig zerstört und die Bewohner in die südwestlichen, später als Soweto zusammengefassten Townships zwangsumgesiedelt. Den Durbaner Stadtteil Cato Manor mussten etwa 120.000 Afrikaner verlassen. Der unscharf formulierte Suppression of Communism Act diente zur Unterdrückung praktisch jeden Widerstandes. 1953 erschwerte der Bantu Education Act die höhere Bildung für Schwarze stark. Im Laufe der Zeit sollten über 1000 verschiedene Bestimmungen im Sinne der Rassentrennung erlassen werden. Die Regierung Strijdom (1954–1958) setzte die Politik Malans ohne Zäsur fort. Die Apartheidspolitik trennte die von ihr klassifizierten Bevölkerungsgruppen im gesamten öffentlichen und privaten Leben, offenkundig sichtbar etwa in Bahnhöfen, Postämtern und Schulen, aber auch durch separate Strände, sanitäre Anlagen oder Parkbänke.

#### Die Ära Verwoerd

Die südafrikanischen Homelands

Struktur der Bantu-Administration

Hendrik Frensch Verwoerd, seit 1950 Minister für Eingeborenenfragen, setzte als Premierminister von 1958 bis 1966 das Apartheidskonzept rigoros um. Er war bestrebt, die Schwarzen aus dem südafrikanischen Staat hinauszudefinieren. Zu diesem Zweck formte er die alten Reservate und Stammesgebiete in isolierte Homelands („Bantustans“) um und knüpfte dabei an die bereits seit dem 19. Jahrhundert in Natal übliche Politik der Native Administration an, die er mit Gründung der mächtigen Bantu Administration im Jahre 1958 zur allgemeinen Regierungspolitik erhob. Mit dem Promotion of Bantu Self-Government Act war 1959 die Basis gelegt, um die 42 bisherigen Reservate in acht Homelands zusammenzufassen. Unter Verwoerd wurde mit der Transkei das erste Homeland eingerichtet. Die Staatswesen waren formal souverän, tatsächlich jedoch ökonomisch, finanziell und militärisch vollständig von Südafrika abhängig. In den Homelands mit ihren trockenen, unfruchtbaren Böden war das Überleben kaum möglich, die in Südafrika arbeitenden Einwohner der Homelands waren indes rechtlose Ausländer. Insgesamt wurden bis etwa 1985 rund 3,5 Millionen Schwarze in die Homelands zwangsumgesiedelt. Kein Staat außer Südafrika erkannte die Homelands und ihre vom südafrikanischen Staat besoldeten Marionettenregime an.
1956 wurden 156 Aktivisten, die ein Jahr zuvor an der Verabschiedung der Freiheitscharta beteiligt gewesen waren, wegen Hochverrats verhaftet. Nach einem fünfjährigen Prozess, dem Treason Trial, wurden alle Angeklagten freigesprochen. Nelson Mandela ging unmittelbar nach der Urteilsverkündung in den Untergrund. Seit 1958 stand Walter Sisulu, ab 1959 auch Oliver Tambo unter Hausarrest. Als radikale, nur von schwarzen Mitgliedern geprägte Konkurrenzorganisation spaltete sich 1959 der Pan Africanist Congress (PAC) vom ANC ab. Der bis dahin legalistisch agierende Staatsapparat ging mit psychologischer Einschüchterung, Vergewaltigung und Folter zu ungesetzlichen Methoden im Kampf gegen den Widerstand über. Mit dem sogenannten 90-Tage-Haft-Gesetz schuf sich die Regierung darüber hinaus die Möglichkeit, politisch Verdächtige jederzeit ohne Gerichtsbeschluss inhaftieren zu können. Als ein Merkmal des damaligen Rechtssystems kann die Tatsache gelten, dass die Prügelstrafe bei der Ahndung von Gewaltverbrechen und Eigentumsdelikten zusätzlich zu den verhängten Haftstrafen bis 1965 ein obligatorisches Instrument der südafrikanischen Gerichte war. Nach diesem Jahr war diese Strafform in der Rechtsprechung eine dem jeweiligen Richter freigestellte Maßnahme, die auch bis in die 1980er Jahre praktiziert wurde.
Der zunehmenden internationalen Kritik begegnete die südafrikanische Regierung mit euphemistischen Umbenennungen und Vergleichen. So ersetzte die Umschreibung „getrennte Entwicklung“ („separate development“) den Begriff „Apartheid“ und aus dem Ministerium für „Bantu-Angelegenheiten“ wurde 1978 das „Ministerium für Zusammenarbeit und Entwicklung“. Die Bildungsausgaben für einen schwarzen Schüler machten in den 1960er Jahren etwa 6,5 Prozent dessen aus, was für einen weißen Schüler aufgewendet wurde, in propagandistischer Absicht wurden sie indes beschönigend mit dem verglichen, was andere afrikanische Staaten ausgaben. Mit der Ausweitung der Apartheid geriet Südafrika immer mehr in die internationale Isolation. Aufforderungen der Vereinten Nationen im Jahre 1946, Südwestafrika in die Unabhängigkeit zu entlassen, wurden von Südafrika ignoriert. Dies führte zu erheblichen Spannungen mit der UNO und dem Entzug des völkerrechtlichen Mandats im Jahre 1966.

### Die Republik Südafrika bis zum Ende der Apartheid

#### Vom Sharpeville-Massaker bis zum Tod Verwoerds
Das Sharpeville-Massaker vom 21. März 1960, bei dem 69 demonstrierende Schwarze von der südafrikanischen Polizei erschossen wurden, bedeutete eine Zäsur für das Apartheidregime. Die Regierung erließ für einige Monate den Ausnahmezustand, ANC und PAC wurden verboten.
Nach einem am 5. Oktober 1960 abgehaltenen Referendum entstand durch dessen zustimmendes Ergebnis am 31. Mai 1961 die „Republik Südafrika“ und Südafrika trat aus dem Commonwealth aus. Infolge des Ausbleibens internationaler Investitionen und des Abflusses von Kapital ins Ausland als Folge der eskalierenden Übergriffe südafrikanischer Sicherheitskräfte auf die nichteuropäische Zivilbevölkerung führte das Land darüber hinaus 1961 für die Landeswährung, den südafrikanischen Rand, Umtausch- und Ausfuhrbeschränkungen ein. Daraus entstand später ein von 1979 bis 1995 bestehendes zweigeteiltes Wechselkurssystem mit einer als Financial Rand bezeichneten Buchgeldeinheit, durch welche Aktivitäten von Ausländern am südafrikanischen Finanzmarkt besonderen Regelungen unterstanden.
Albert John Luthuli, der Präsident des ANC, erhielt 1960 für den friedlichen Widerstand gegen die Rassendiskriminierung als erster Afrikaner den Friedensnobelpreis. Mit der Gründung der Untergrundorganisation Umkhonto we Sizwe, dem „Speer der Nation“, gingen der ANC und die kommunistische Partei im gleichen Jahr jedoch von der Politik des gewaltfreien Widerstandes zum bewaffneten Kampf über. Im August 1962 wurde Nelson Mandela, der Anführer von Umkhonto we Sizwe, verhaftet und zu fünf Jahren Gefängnis wegen illegaler Auslandsreisen und Streikaufrufs, im Rivonia-Prozess 1964 schließlich zu lebenslanger Haft wegen Planung bewaffneten Kampfes verurteilt. Ort seiner Inhaftierung war hauptsächlich die Gefängnisinsel Robben Island. Mit der Verurteilung wichtiger Führer des ANC oder deren Flucht ins Exil gelang es Pretoria, den Widerstand für mehrere Jahre zum Erliegen zu bringen.
Am 6. September 1966 starb Verwoerd bei einem Attentat im Sitzungssaal des Parlaments in Kapstadt. Nachfolger Verwoerds wurde Justizminister Balthazar Johannes Vorster.

#### Die Regierung Vorster

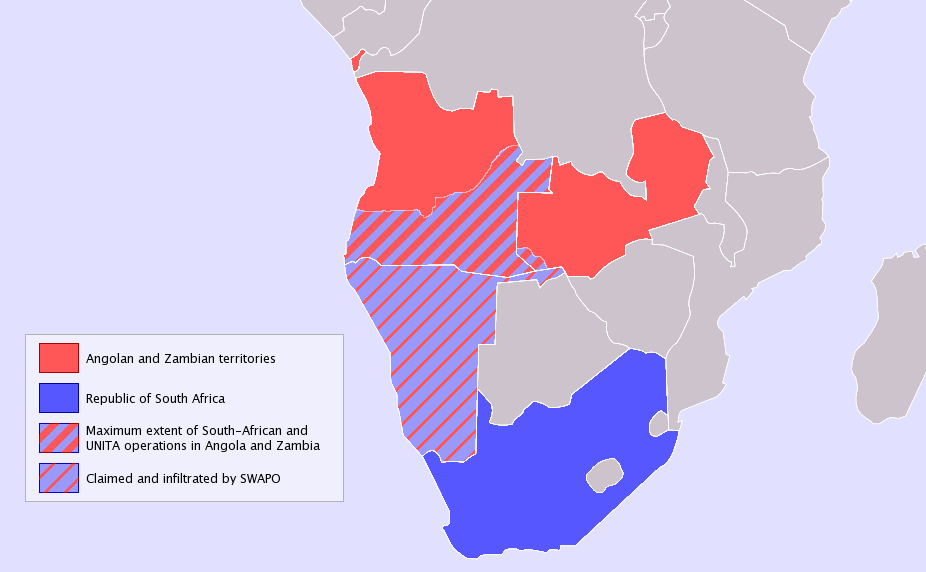
Aktionsgebiete der südafrikanischen Armee 1975 (schraffiert)

Der Umsturz der Nelkenrevolution in Portugal am 25. April 1974 war ein äußerer Anstoß für veränderte Machtverhältnisse im südlichen Afrika. Die Unabhängigkeit der zuvor portugiesischen Kolonien Mosambik und Angola im Jahr 1975 konfrontierte Südafrika plötzlich mit Nachbarstaaten, die dem Apartheidregime zumindest durch Unterstützung des ANC offenen Widerstand entgegensetzten. Bis dahin waren die beiden portugiesischen Kolonialgebiete für Südafrika außenpolitische Pufferzonen, zu denen es enge militärische Beziehungen unterhalten hatte. Allein Rhodesien war nun noch ein von weißer Alleinherrschaft geprägter Verbündeter. Nach Ausbruch des Bürgerkriegs in Angola marschierte die südafrikanische Armee am 23. Oktober 1975 mit Billigung der USA in Angola ein, wo sie auch auf kubanische Truppen stießen. Eines der Ziele war, gleichzeitig die namibische SWAPO zu bekämpfen, die 1966 den bewaffneten Kampf gegen Südafrika aufgenommen hatte und von Angola aus operierte. Nach dem Rückzug aus Angola führte Südafrika den Krieg vom besetzten Namibia aus fort.
Für ein neu aufflammendes, jedoch qualitativ und quantitativ weiter entwickeltes Widerstandsbewusstsein Mitte der 1970er Jahre waren vor allem die vom Chief des KwaZulu-Homelands, Mangosuthu Buthelezi, gegründete Inkatha Freedom Party sowie die von Steve Biko initiierte Black Consciousness-Bewegung verantwortlich. Besonders die Schwarzen an höheren Schulen radikalisierten sich, deren Zahl zwischen 1955 und 1987 von 35.000 auf 1.474.300 gestiegen war. Als das „Ministerium für Eingeborenenangelegenheiten“ das verhasste Afrikaans als Unterrichtssprache an Gymnasien für Schwarze verbindlich machen wollte, kam es am 16. Juni 1976 zu einem Aufstand in Soweto, der in einem Massaker endete, als die Sicherheitskräfte etwa 600 Schwarze erschossen. Die Proteste hielten mehrere Monate an. 1977 starb Biko an schweren Kopfverletzungen, die ihm in Polizeigewahrsam gezielt beigebracht worden waren. Der ANC agierte aus dem Exil und demonstrierte seine Handlungsfähigkeit durch Bombenanschläge.
Parallel zu der staatlich und oppositionell angetriebenen Gewaltspirale hatte sich inzwischen das Selbstbewusstsein der schwarzen Bevölkerungsgruppe auf weitere Handlungsebenen ausgedehnt, besonders innerhalb kultureller und religiöser Aktivitätsfelder, die schließlich dafür politische Ausdrucksformen entwickelten. Unter diesen Rahmenbedingungen waren Organisationen entstanden, die eine neue Vielfalt an Oppositionshaltungen gegenüber dem herrschenden System zum Ausdruck brachten. Beispiele dafür sind die Black Community Programmes (BCP), Association for the Educational and Cultural Advancement of African People of South Africa (ASSECA) oder Interdenominational African Minister’s Association (IDAMASA).
Premierminister Vorster verschärfte die Maßnahmen seines Repressionsapparates auch gegen widerständige Institutionen, die von weißen Mitwirkenden geprägt waren. Im Februar 1972 berief er einen parlamentarischen Sonderausschuss (Parliamentary select committee of enquiry into organizations), dessen Aufgabe es war, die Finanzquellen, Ziele und Handlungsfelder von vier Organisationen zu untersuchen. Vorster begründete sein Vorgehen mit der Gefahr des internationalen Kommunismus. Das Untersuchungsziel betraf das University Christian Movement (UCM), das Christian Institute of Southern Africa (CI), die National Union of South African Students (NUSAS) und das South African Institute of Race Relations (SAIRR). Die Institutionen protestierten dagegen, offen unterstützt vom parlamentarischen Oppositionsführer De Villiers Graaff, jedoch erhielt der Untersuchungsausschuss weitere Kompetenzen und wandelte sich in eine Parlamentarische Untersuchungskommission um, die Schlebusch-Kommission (Schlebusch Commission of Inquiry).
1977 entstand nach mehreren Zusammenschlüssen kleiner liberaler Parteien die Progressive Federal Party, die 1981 zur stärksten Oppositionspartei im Parlament wurde, dem nur weiße Parlamentarier angehörten. Sie konnte keinen Einfluss auf die Regierungsgeschäfte nehmen, spiegelte aber die Haltung vor allem englischsprachiger Wähler wider.
Der Staat reagierte auf die außenpolitischen Bedrohungen mit einem eigenen Atomwaffenprogramm. Seit Januar 1978 lieferte die Anreicherungsanlage in Pelindaba waffenfähiges Uran, aus dem Südafrika sechs einsatzfähige Nuklearwaffen baute. Der Verteidigungsminister Pieter Willem Botha hatte in seiner Amtszeit ein Nuklearwaffenprogramm und die Vorbereitungen des Militärs für einen Nukleartest unterstützt.
Den Widerstand im Inneren beantwortete die Regierung Vorster mit der Vergrößerung des Sicherheitsapparates, der zunehmend Foltermethoden anwandte. Die Verschärfung staatlicher Sicherheitsstrategien kamen demzufolge in dem 1972 gegründeten State Security Council zum Ausdruck. Diese Entwicklung wurde von der weißen Wählerschaft gebilligt. Bei der Wahl 1977 erzielte die NP 65 Prozent der Stimmen. Unter den Afrikaanern betrug der Anteil 85 Prozent, unter den englischsprachigen Weißen erhielt sie 33 Prozent der Stimmen. 1979 wurde erstmals ein Mitglied des Umkhonto we Sizwe hingerichtet. Der Versuch der Regierung Vorster, ab 1973 aus dem Haushalt des Verteidigungsministeriums eine Reihe von verdeckten Propagandaprojekten zur gezielten Beeinflussung der öffentlichen Meinung im In- und Ausland zu finanzieren, führte von 1977 bis 1979 zu der nach dem damaligen Informationsminister Cornelius Petrus Mulder benannten Muldergate-Affäre. In deren Folge gab Vorster das Amt des Ministerpräsidenten auf und übernahm die repräsentative und weitestgehend einflusslose Funktion des Staatspräsidenten, von der er jedoch im weiteren Verlauf der Affäre bereits ein Jahr später ebenfalls zurücktrat. Als politische Konsequenz aus diesen Entwicklungen wurde 1979 die Steyn-Kommission gebildet.

#### Die Regierung Botha

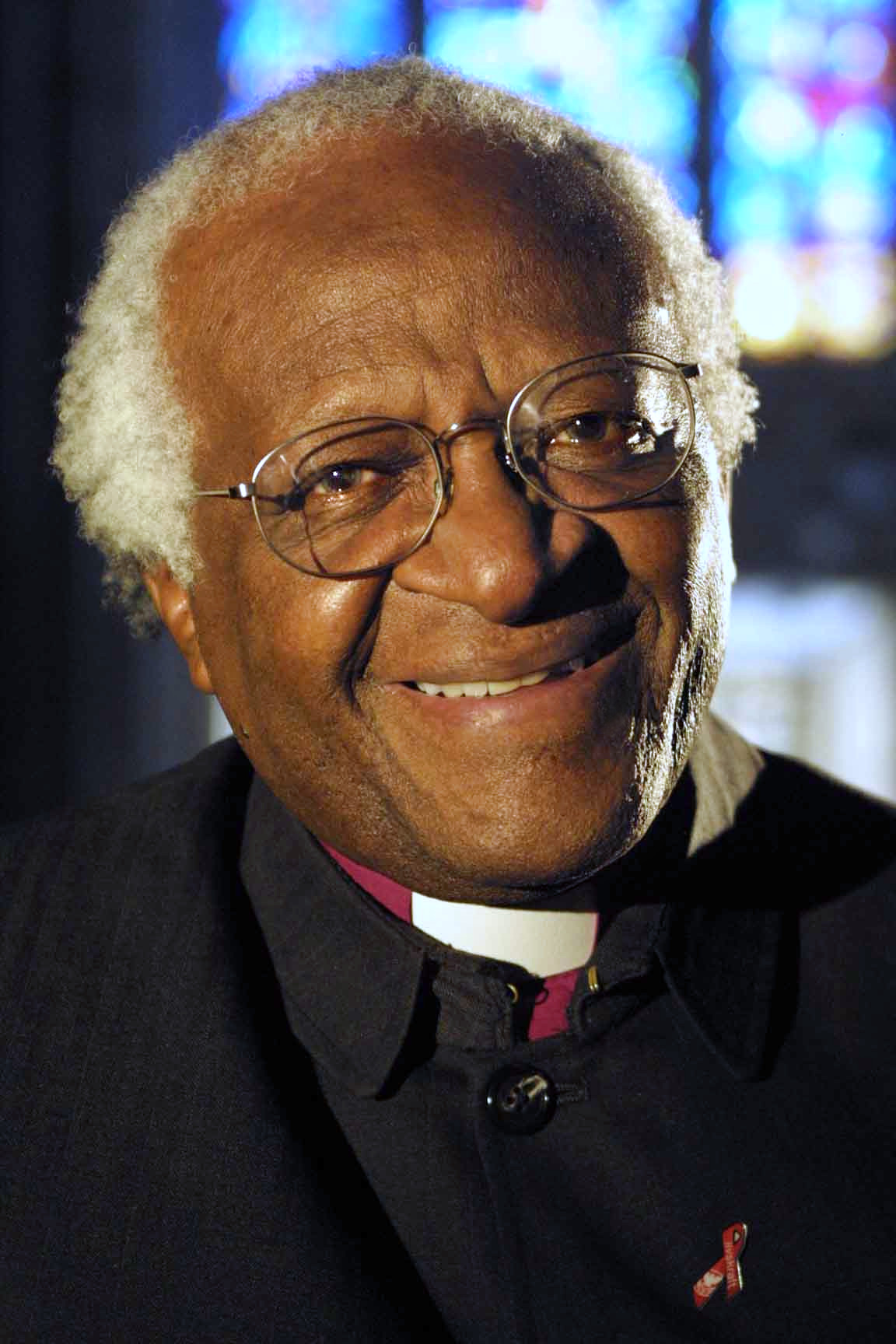
Desmond Tutu

Pieter Willem Botha, der 1978 das Amt des Premierministers übernahm und dieses 1984 mit dem des Präsidenten vereinigte, veranlasste nach seinem Amtsantritt auf außenpolitischen Druck hin zunächst die Abschaffung mehrerer Apartheidgesetze. So wurden der Immorality Act, der Group Areas Act, die sogenannte Farbenschranke in der Wirtschaft sowie das Verbot schwarzer Gewerkschaften aufgehoben. Um die soziale Trägerschicht des Apartheidsystems zu vergrößern, wurden die Coloureds und Inder den Schwarzen gegenüber privilegiert. Ein neues Dreikammerparlament repräsentierte ab 1984 Weiße, Coloureds und Asiaten, wobei die Weißen stets die parlamentarische Stimmenmehrheit behielten. Frauen und Männer der Bevölkerungsgruppen Coloured und Inder kamen nach den neuen Verfassung 1984 zu den Wahlberechtigten hinzu, doch durften diese nur für ihre jeweiligen Kammern im nationalen Parlament wählen. Ihre Wirksamkeit blieb gering, da bereits die Wahlen zu diesen beiden Kammern von der neuerdings wahlberechtigten Bevölkerung mehrheitlich abgelehnt wurde. Eine Kollaboration mit der Apartheidsregierung war nicht mehrheitsfähig. Die Wahlbeteiligung blieb demzufolge sehr niedrig: Coloureds 17,6 % und Inder 8 %. Die betroffenen Gruppen hatten das täuschende Manöver der Regierung, das als Reform des Gesellschaftssystems propagiert worden war, durchschaut. Die Nichtberücksichtigung der schwarzen Bevölkerung bei der parlamentarische Repräsentation in der National Assembly wurde von Staatspräsident Botha im September 1983 mit dem Argument begründet, dass diese bereits ihre politischen Organe in den Homelands hätten und das Ziel mit ihnen in einem Staatenbund ähnlich der Europäischen Gemeinschaft bestehe.
In den 1980er Jahren verhärtete sich das Apartheidregime jedoch und die Verfolgung politischer Gegner durch einen immer weiter aufgeblähten Sicherheitsapparat wurde hartnäckig betrieben. Generäle und Beamte der Sicherheitsdienste bestimmten immer stärker die Politik des Staates. Am 30. Januar 1981 führten Kommandoeinheiten der Südafrikanischen Armee einen Angriff auf die Unterkünfte von geflüchteten Mitgliedern des ANC im mosambikanischen Matola durch und töteten mindestens 15 Personen. Am 9. Dezember 1982 starben bei einem ähnlichen Überfall auf ANC-Mitglieder in Lesothos Hauptstadt Maseru 42 Menschen.
Außen- und militärpolitisch befand sich Südafrika zu dieser Zeit in einer sehr angespannten Lage. Das dem Premierminister zugeschriebene Konzept vom permanent zu erwartenden „totalen Angriff“ auf das Land hatte sich über einen längeren Zeitraum entwickelt. Dabei wurde von den Sicherheitsstrategen ein Zusammenhang zwischen dem Ost-West-Konflikt und einer befürchteten sowjetisch angeführten Weltherrschaft, der Machtentfaltung von Mao Zedong seit dem Jahr 1949 sowie den kommunistisch stimulierten Machtübernahmen in Griechenland, Korea, Malaysia und weiteren südostasiatischen Ländern einerseits und andererseits mit der Bildung marxistischer Regierungen in Mosambik und Angola in Verbindung mit dem zunehmend eskalierenden Südafrikanischen Grenzkrieg (1966–1989) gesehen. In Pretoria stützten sich die Verantwortlichen bei ihrer spezifischen Kriegstaktik nach Einschätzung des Politikwissenschaftlers und Geheimdienstchefs Niel Barnard auf die Erfahrungen und Schriften des französischen Generals André Beaufre aus dem Unabhängigkeitskrieg Algeriens. Beaufre hatte bereits 1974 Südafrika auf offizielle Einladung hin besucht und in Pretoria vor führenden Militärs seine Kernthesen zur Bekämpfung von Befreiungsbewegungen mittels einer „totalen Strategie“ vorgestellt. Magnus Malan zeigte sich davon stark beeindruckt und übertrug dessen Ansätze in der Folge auf die militärpolitische Vorgehensweise von Südafrika.
Eine Welle von Streiks und Unruhen erfasste das Land 1984, viele Townships wurden vom Militär besetzt. Es kam zu Auseinandersetzungen auch innerhalb der schwarzen Bevölkerung zwischen der Opposition, geführt von der United Democratic Front (UDF) und der Gewerkschaftsdachorganisation COSATU, und von der Regierung und dem Geheimdienst unterstützten sogenannten Vigilantes wie den Witdoeke, die im Sinne einer Strategie der Spannung Gewalt und Terror in den Hochburgen des Widerstands schüren sollten. Der UDF gehörten über 700 gewerkschaftliche, kirchliche und politische Anti-Apartheid-Gruppen mit über einer Million Mitgliedern an, darunter der 1984 mit dem Friedensnobelpreis ausgezeichnete anglikanische Erzbischof Desmond Tutu. Die ausgebrochenen Unruhen veranlassten am 20. Juli 1985 die Regierung, in 36 Bezirken den Ausnahmezustand zu verkünden. Bis 1986 galt dieser begrenzt, danach bis 1990 landesweit. Gegen hochrangige Vertreter der UDF wurden Prozesse geführt, darunter von 1985 bis 1988 das Delmas Treason Trial, dessen Schuldspruch für elf Angeklagte 1989 aufgehoben wurde.

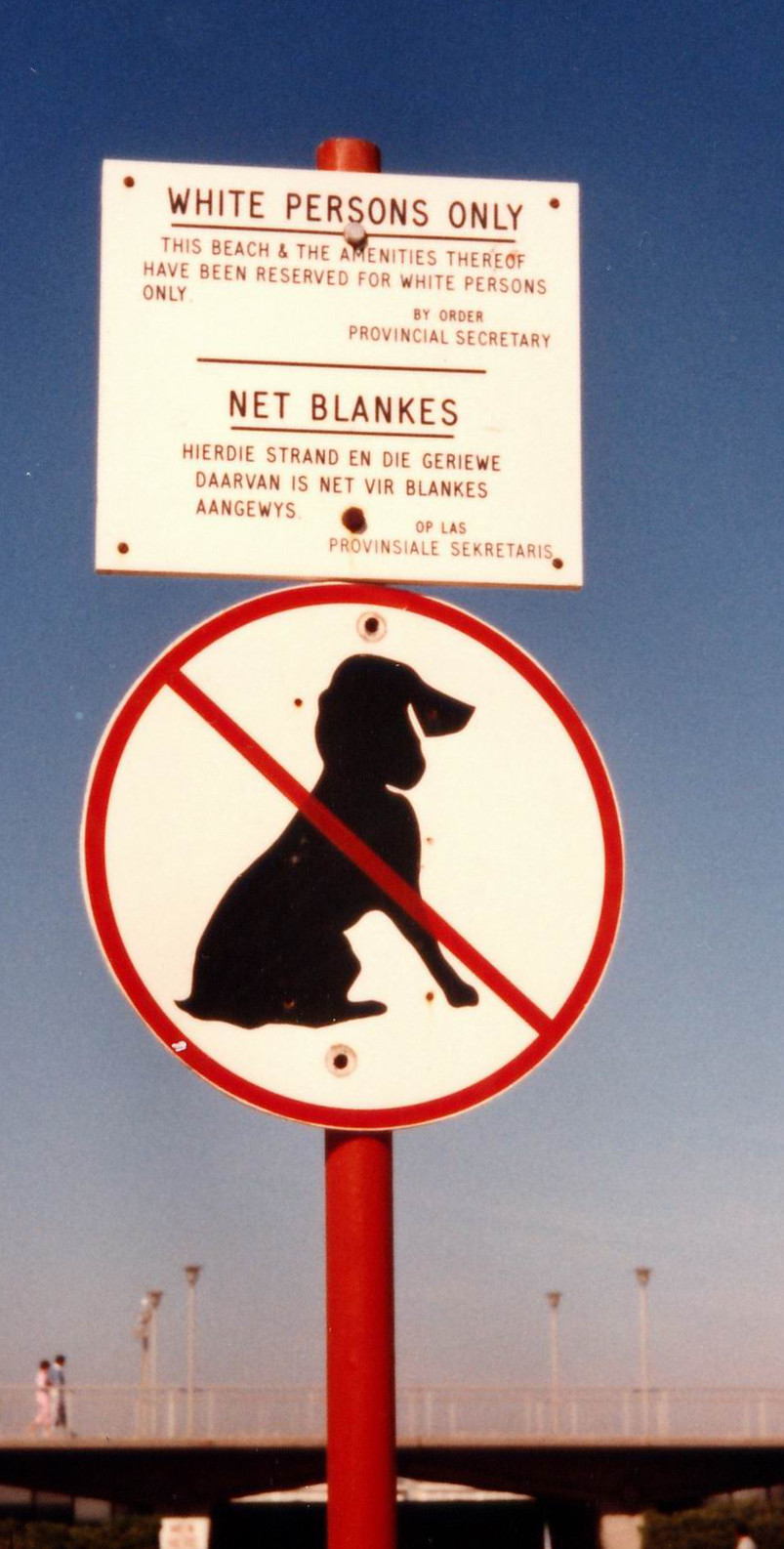
Verbotsschild für Nichtweiße am Strand von Kapstadt

Bothas im Ganzen kompromisslose Apartheidpolitik, die unter anderem in seiner Rubikon-Rede von 1985 zum Ausdruck kam, und das Atomwaffenprogramm in Zusammenarbeit mit Israel sowie das Festhalten an der Okkupation des Nachbarstaates Namibia hatte Handelssanktionen zahlreicher Staaten zur Folge. Der Sicherheitsrat der Vereinten Nationen forderte am 30. April 1981 mehrheitlich einen vollständigen Abbruch der diplomatischen und wirtschaftlichen Beziehungen, ein Waffenembargo und Erdölboykott, konnte sich aber gegen ein Veto der USA, Großbritanniens und Frankreichs nicht durchsetzen. Unter dem Decknamen Project Coast verfolgte die Regierung ab 1983 die Aufrüstung mit chemischen und biologischen Waffen. Zu Beginn sollten dabei nur Abwehrmaßnahmen erforscht werden, bald ging man aber auch zur Entwicklung ethnischer Waffen über, die nur Schwarze töten sollten.
Wie ab 1989 bekannt wurde, ging die Regierung vor allem in den 1980er Jahren auch mit illegalen verdeckten Operationen gegen den schwarzen Widerstand vor. Zu den Methoden des später auch von ehemaligen Regierungsvertretern so bezeichneten schmutzigen Krieges gehörten unter anderem Folter, politischer Mord, Erpressung, das Verschwindenlassen von politischen Gegnern und die Inszenierung von Terroranschlägen. Zur Symbolfigur für diese Aktivitäten wurde später der Polizeioberst Eugene de Kock, der ab 1985 die geheime Spezialeinheit C1 der Polizei (nach ihrem Sitz auch als Vlakplaas bekannt) geleitet hatte. Nach dem Regierungswechsel wurde er vor Gericht gestellt und wegen mehrfachen Mordes und anderer Vergehen zu 212 Jahren Gefängnis verurteilt; seine zahlreichen belastenden Aussagen gegen die ehemalige Staatsführung blieben weitgehend folgenlos für die Betroffenen. Unter anderem hatte er Botha bezichtigt, ein Bombenattentat persönlich angeordnet zu haben; auch den letzten weißen Präsidenten Frederik Willem de Klerk und mehrere Polizeigeneräle belastete er schwer.
1983 verabschiedeten die Vereinten Nationen eine Resolution, die Südafrika unter anderem zur Freilassung Mandelas aufforderte. Banken forderten auf Drängen wichtiger Aktionärsgruppen mittelfristige Darlehen zurück. Die Sanktionen trafen auch den kulturellen und sportlichen Austausch. Die kulturelle Isolation Südafrikas wurde dadurch verstärkt, dass bedeutende Künstler ins Exil gingen, darunter die Musiker Abdullah Ibrahim, Chris McGregor und Miriam Makeba sowie die Schriftsteller Breyten Breytenbach und Mazisi Kunene. Breytenbach kehrte 1975 inkognito zurück, um Sabotageakte zu verüben, wurde verhaftet und zu einer siebenjährigen Haftstrafe verurteilt. In Südafrika selbst gehörten Schriftsteller zu den einflussreichsten Regimekritikern. Der afrikaanssprachige Romanautor André Brink war in den 1960er Jahren Mitglied der Avantgarde-Gruppe Sestigers und lehrte an der Universität Kapstadt. Die beiden englischsprachigen Autoren Nadine Gordimer und J. M. Coetzee erhielten 1991 beziehungsweise 2003 den Nobelpreis für Literatur. Der 1977 aus dem Exil zurückgekehrte Ezekiel Mphahlele war der erste schwarze Professor an der Witwatersrand-Universität in Johannesburg. Bereits vor den Olympischen Sommerspielen 1964 war Südafrika aus der olympischen Bewegung und von den meisten internationalen Wettkämpfen ausgeschlossen worden und kehrte erst nach dem Ende der Apartheid 1992 zurück. Die Sportboykotte trafen die sportbegeisterten weißen Südafrikaner stärker als alle anderen Sanktionen.
Da die Verwaltung der Homelands, die Unterdrückung der Unruhen in den Townships, Streiks, Boykotte sowie Sabotageakte der schwarzen Bevölkerung immense Kosten verursachten, geriet der Staat Mitte der 1980er Jahre zunehmend in ernsthafte Zahlungsschwierigkeiten. Zudem erlitt die schon lange überwiegend von Südwestafrika aus in Angola operierende Armee 1988 in der Schlacht bei Cuito Cuanavale, der größten kriegerischen Auseinandersetzung auf afrikanischem Boden seit Ende des Zweiten Weltkriegs, eine empfindliche Niederlage gegen die kubanischen Truppen, die letztlich die Annahme der Resolution 435 des UN-Sicherheitsrates und damit die Unabhängigkeit Namibias im Jahr 1990 zur Folge hatte. Mit der SWAPO kam dort ein enger Verbündeter des ANC an die Macht. Dass Bothas Strategie in eine innen- und außenpolitische Sackgasse geführt hatte, erkannten viele Mitglieder der Nationalen Partei und besonders die südafrikanischen Unternehmer. In der im Februar 1988 laufenden Debatte zum gegen ihn gerichteten Misstrauensantrag im Parlament versuchte Botha noch ein Entgegenkommen für die politisch marginalisierte schwarze Bevölkerung zu offerieren. Er brachte dabei die Idee von „unabhängigen schwarzen“ Stadtstaaten erneut zur Sprache, fand dafür jedoch keine ausreichende Unterstützung. Es folgten weitere, aber wenig erfolgreiche Bemühungen seinerseits zur Beteiligung der Schwarzen an der politischen Willensbildung. Dazu gehörten die Errichtung eines von ihm vorgeschlagenen National Council und die durch eine Verfassungsänderung mögliche Schaffung einer vierten Parlamentskammer. Die Diskussion über eine mögliche politische Mitbestimmung für die schwarze Mehrheitsbevölkerung übte einen starken Einfluss auf das Vorfeld der Parlamentswahlen in 1987 und ihr Ergebnis aus. Nach einem Schlaganfall im Januar 1989 trat der schließlich unpopulär gewordene Präsident im August desselben Jahres zurück.

### Südafrika nach 1989

#### Die Überwindung der Apartheid
Erst nach der Wahl Frederik Willem de Klerks, der zunächst als Verfechter der Apartheid galt, zum Staatspräsidenten im Jahr 1989 signalisierte dieser Reformen, die den Anfang vom Ende der Apartheidpolitik setzten. In seiner Aufsehen erregenden Rede zur Parlamentseröffnung am 2. Februar 1990 kündigte de Klerk an, das Verbot von ANC, PAC, SACP sowie anderer verbotener Gruppen aufzuheben und in ernsthafte Verhandlungen einzutreten. Bereits einige Tage später wurde Nelson Mandela freigelassen. Regierung und ANC verhandelten über einen friedlichen Übergang zur Demokratie und eine neue Verfassung. Ein Allparteien-Kongress bereitete ab 1991 eine Konstituierende Nationalversammlung vor. Der Group Areas Act, die Land Acts sowie der Population Registration Act wurden ersatzlos gestrichen.
Der Prozess der Annäherung wurde immer wieder von Machtkämpfen zwischen dem Xhosa-dominierten ANC und der Zulu-Partei Inkatha überschattet, die etwa 30.000 Tote forderten. Buthelezi, Führer der Inkatha, aber auch informeller Bündnispartner der Regierung, sah seine eigenen Ambitionen durch die Rolle des ANC gefährdet und reagierte darauf mit einem gewaltbereiten Zulu-Nationalismus. Angesichts der Ausgangslage erschien der südafrikanischen wie der Weltöffentlichkeit ein Machtwechsel ohne Bürgerkrieg jedoch trotz der Toten als politisches Wunder. Möglich machten dies auch bereits bestehende geheime Kontakte, die die Regierung Botha seit Mitte der 1980er Jahre zum ANC geknüpft hatte, um Strategien für die mittelfristig ausweglose Situation auszuloten. Neben der innenpolitisch verfahrenen Situation trugen auch die weltpolitischen Umwälzungen des Jahres 1989 zur Reformbereitschaft bei, die ein Schwinden der Ängste vor dem Kommunismus zur Folge hatten. Im Februar 1992 billigte eine Mehrheit von knapp 69 Prozent in einem auf die weißen Wähler beschränkten Referendum die Politik der Annäherung. Mandela und de Klerk erhielten 1993 den Friedensnobelpreis.
Ein Vorschlag des Kommunisten Joe Slovo sah für eine Übergangsfrist eine Regierung der nationalen Einheit vor, außerdem sollte Sicherheitsoffizieren Amnestie gewährt werden und Arbeitsverträge im Öffentlichen Dienst ihre Gültigkeit behalten. Aus Wut über diesen Kompromiss verbündete sich die Inkatha mit den rechtsextremistischen Weißen und bildete die „Gruppe besorgter Südafrikaner“ (COSAG). Südafrika stand nahe an einem Bürgerkrieg, besonders nachdem ein Rechtsextremist am 10. April 1993 den ANC-Hoffnungsträger Chris Hani erschossen hatte.

#### Südafrika seit 1994

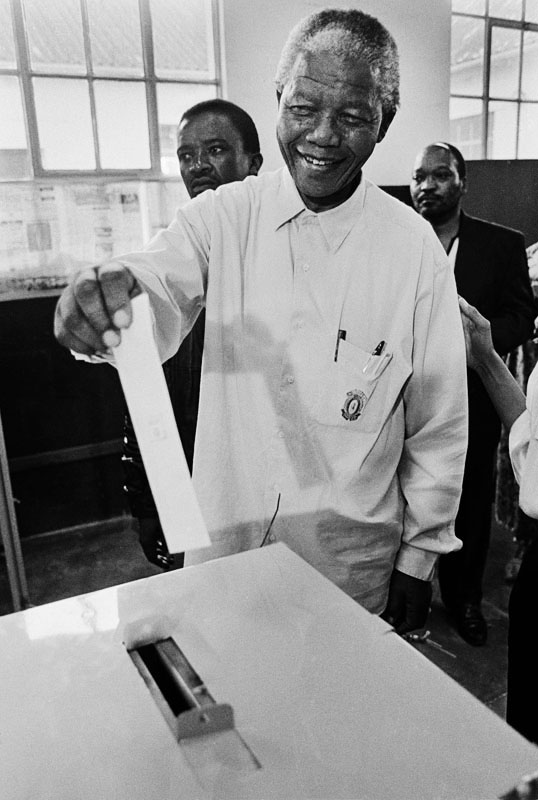
Nelson Mandela bei der Stimmabgabe 1994

Das Frauenwahlrecht wurde im Januar 1994 auf schwarze Frauen ausgedehnt. Erst 1994 wurde also das allgemeine Wahlrecht für beide Geschlechter und alle Ethnien erreicht. In der Bill of Rights der Verfassung wurde das Wahlrecht 1996 niedergelegt, aber bereits 1994 übten Frauen und Männer das Recht aus.
Von 26. bis 29. April 1994 fanden die ersten Wahlen unter Beteiligung der schwarzen Bevölkerungsmehrheit statt. Dabei errang erwartungsgemäß der ANC einen überwältigenden Wahlsieg und erhielt 62,6 Prozent der Stimmen.
Am 27. April 1994 trat eine Übergangsverfassung in Kraft, mit der auch das Verfassungsgericht der Republik Südafrika entstand. Nelson Mandela übernahm am 10. Mai des gleichen Jahres sein Amt als erster schwarzer Präsident Südafrikas, de Klerk und Thabo Mbeki wurden seine Stellvertreter. Die Nationale Partei (20,4 Prozent) und die Inkatha Freedom Party (10,5 Prozent) wurden verabredungsgemäß in die Regierung eingebunden. Dadurch gelang es, die regelmäßig von der Inkatha, aber auch von weißen Rechtsextremisten ausgehenden Gewaltausbrüche zu beenden.

Die südafrikanische Flagge seit 1994

Nach der Überwindung der internationalen Isolation trat die Republik Südafrika 1994 wieder in den Commonwealth ein und wurde erneut in die UNO-Vollversammlung aufgenommen. Die neue Regierung löste die Homelands auf und gliederte Südafrika in die neun Provinzen KwaZulu-Natal, Limpopo, Nordkap, Nordwest, Freistaat, Ostkap, Mpumalanga, Gauteng und Westkap. Im Mai 1996 verabschiedete die Nationalversammlung die endgültige Verfassung, die als eine der liberalsten der Welt gilt. Die NP verließ die Übergangsregierung 1996, um als Oppositionspartei schärferes Profil zu gewinnen. Dieses Kalkül ging jedoch nicht auf; sie verlor seit 1994 immer weiter an Bedeutung, benannte sich im Jahr 1997 in New National Party um und löste sich 2005 schließlich auf.
Mandela wurde zur Integrationsfigur, dessen Leitmotiv die Versöhnung war und der einen multikulturellen Patriotismus zur „Regenbogennation“ Südafrika förderte. Die Wahrheits- und Versöhnungskommission sollte die Verbrechen, die im Namen der Apartheid und im Namen des Kampfes gegen sie begangen wurden, aufarbeiten. Zum Zwecke der Versöhnung konnten die Beschuldigten selbst bei schwersten Verbrechen eine Amnestie beantragen, wenn sie die Kommission in den öffentlichen Sitzungen von ihrer Aufrichtigkeit überzeugen konnten. Die detaillierten Berichte über begangene Brutalitäten anzuhören und die Taten zu vergeben, verlangte den Opfern, Angehörigen und Zuhörern viel Kraft ab. Bei insgesamt 31.000 Fällen wurde 849 Personen Straffreiheit gewährt, 5.392 wurde sie verweigert. Viele Weiße, darunter Botha und de Klerk, fühlten sich schuldlos und beantragten deshalb keine Straffreiheit, wurden aber auch nicht von der Strafjustiz angeklagt.
Es gelang, die weißen Beamten und den Sicherheitsapparat weitgehend für Loyalität gegenüber der überwiegend schwarzen Regierung zu gewinnen. Die erwartete Kapitalflucht setzte nicht ein. Bei aller Aufbruchstimmung und internationalen Anerkennung ergaben sich aber Probleme aus der Tatsache, dass viele neue Minister und Verwaltungsbeamte für die ihnen übertragenen Aufgaben nicht vorbereitet waren. Der bürokratische Apparat wurde durch eine durch die Verfassung geregelte Affirmative Action sowie durch Ämtervergabe an verdiente Personen besonders auf lokaler und regionaler Ebene stark ausgebaut, die Korruption nahm zu. Die schwierige Transformation des gesamten Staatswesens erfüllte deshalb teilweise nicht die drängenden Erwartungen nach raschem Wandel, besonders unter den schwarzen Wählern.
Als Reaktion auf die wachsende Bedrohung durch AIDS gründeten Zackie Achmat und weitere Personen 1998 die Treatment Action Campaign, deren Wirken in den Folgejahren zu Korrekturen auf dem Gebiet der Gesundheitspolitik des Landes führte.

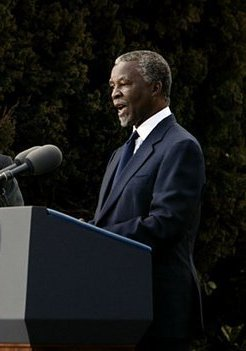
Thabo Mbeki

Mandelas Nachfolger wurde 1999 Thabo Mbeki, dessen Regierungsmehrheit bei den dritten freien Wahlen am 14. April 2004 bestätigt wurde. Der ANC erstarkte dabei auf zunächst 66,4, dann auf 69,7 Prozent der Wählerstimmen. Trotz der ursprünglich linksgerichteten Ideologie in der Zeit der Apartheid verfolgen die ANC-Regierungen eine eher liberale Wirtschaftspolitik.
Am 25. September 2008 trat der an der ANC-Basis wenig verwurzelte Mbeki aufgrund des Vorwurfs, das Gerichtsverfahren des wegen Korruption angeklagten ANC-Vorsitzenden Jacob Zuma beeinflusst zu haben, zurück. Kgalema Motlanthe wurde bis zu den Wahlen im April 2009 als Interimspräsident eingesetzt. Die Machtkämpfe zwischen Mbeki und Zuma, politisch-ideologische Auseinandersetzungen sowie ethnische Spannungen führten im Dezember 2008 zur Abspaltung des Congress of the People vom ANC. Größte Oppositionspartei ist die liberale Demokratische Allianz, die jedoch weitgehend auf weiße Mitglieder und Wähler beschränkt blieb.
Die historische Entwicklung der Landrechte gab  fortgesetzt Anlass zu Streitigkeiten: Schwarze fordern ihr seit 1913 und besonders während der Apartheid konfisziertes Land zurück; die Weißen ihrerseits machen oft einen legalen Kaufvertrag geltend. Das Landreformgesetz von 1996 hat diesbezüglich wenig Wirkung entfaltet. Infolgedessen wurde im Jahr 2006 schließlich vermehrt die Möglichkeit von Enteignungen weißer Farmbesitzer diskutiert, nachdem das bisherige Prinzip des willing buyer, willing seller (deutsch: „williger Käufer, williger Verkäufer“) keinen Erfolg gebracht hatte. Weiter sind  etliche Klagen gegen Konzerne und Banken anhängig, die in Verdacht gerieten, das Apartheidregime zu unterstützen.
Nicht zuletzt kämpft Südafrika zu Beginn des 21. Jahrhunderts gegen die Immunschwächekrankheit AIDS, die Staatspräsident Mbeki lange Zeit als „westliches Komplott“ bezeichnet hatte. Ein anderes drängendes Problem ist die Gewaltkriminalität. Südafrika gilt als das gewalttätigste Land, das sich nicht in einem Krieg befindet. Besonders hoch sind die statistischen Zahlen bei Mord, Vergewaltigungen, Entführungen und Raubüberfällen. Mitte Mai 2008 kam es vor allem in den Townships zu erheblichen fremdenfeindlichen Übergriffen schwarzer Südafrikaner insbesondere gegen Flüchtlinge aus Simbabwe. Zu den Ursachen der brutalen Gewalt könnte das bestehende Wohlstandsgefälle innerhalb der südafrikanischen Gesellschaft beigetragen haben. Weitere Faktoren, die zu den Übergriffen geführt haben, waren aber auch sowohl die eigenen Machtinteressen lokaler Akteure, die durch ein Vorgehen gegen die in Südafrika oftmals unbeliebten Ausländer ihr eigenes Ansehen verbessern wollten, als auch ein historisch bedingtes grundsätzliches Verständnis von Land und Identität als Voraussetzung bestimmter Rechte in Südafrika. Das mangelnde Vorgehen südafrikanischer Politiker gegen fremdenfeindliche Gewalt in der Vergangenheit trug schließlich auch seinen Teil zu den Übergriffen von 2008 bei. Bei den Parlamentswahlen 2009 verfehlte der ANC unter Jacob Zuma die Zweidrittelmehrheit knapp, stellte aber weiterhin die Regierung.
Am 15. Mai 2004 wurde Südafrika in Zürich von den FIFA-Delegierten zum Veranstalter der Fußball-Weltmeisterschaft 2010 gewählt. Es war damit das erste Land des afrikanischen Kontinents, das dieses Turnier ausrichtete. Die WM, die am 11. Juni 2010 begann, wurde vor allem von der schwarzen Bevölkerung mit der Hoffnung verbunden, die immer noch großen sozialen Disparitäten im Land zu verringern. Südafrika schied in der Vorrunde aus.
Mitte Mai 2008 kam es vor allem in den Townships zu erheblichen fremdenfeindlichen Übergriffen durch schwarze Südafrikaner, insbesondere gegen Flüchtlinge aus Simbabwe und Somalia. Das mangelnde Vorgehen südafrikanischer Politiker gegen fremdenfeindliche Gewalt in der Vergangenheit trug schließlich auch seinen Teil zu den Ereignissen von 2008 bei.
Am 25. September 2008 trat Präsident Mbeki zurück, nachdem spekuliert worden war, er habe auf das Gerichtsverfahren seines Parteirivalen Jacob Zuma Einfluss genommen. Kgalema Motlanthe wurde als Interimspräsident eingesetzt. Die Wahlen im Frühjahr 2009 konnte abermals der ANC für sich entscheiden. Jacob Zuma wurde anschließend zum Präsidenten gewählt und amtierte ab dem 9. Mai 2009.
Am 16. August 2012 kam es zum sogenannten Massaker von Marikana, bei dem 34 streikende Bergarbeiter von der südafrikanischen Polizei erschossen wurden. In der Folge wurde die Partei Economic Freedom Fighters (EFF) gegründet. Am 5. Dezember 2013 starb Nelson Mandela 95-jährig. Sein Wirken wurde in Nachrufen weltweit als beispielhaft gewürdigt; zu den Trauerfeierlichkeiten kamen zahlreiche Staatsoberhäupter nach Südafrika. Die Parlamentswahl im Mai 2014 gewann der ANC mit Zuma erneut, wenn auch mit leichten Verlusten. Die Democratic Alliance (DA) erhöhte ihren Stimmenanteil und profitierte dabei auch von nicht-weißen Wählern. Die EFF wurde drittstärkste Partei.
Am 7. Mai 2014 wurde erneut gewählt. Die ANC konnte abermals eine absolute Mehrheit mit rund 62 Prozent der Stimmen erreichen, büßte jedoch einige Prozentpunkte ein. Zuma wurde damit in seinem Amt bestätigt. Die Democratic Alliance wurde mit rund 22 Prozent zweitstärkste Partei, vor der neugegründeten Partei Economic Freedom Fighters.
Im Jahre 2015 ereigneten sich erneut fremdenfeindliche Angriffe auf afrikanische Arbeitsmigranten, deren Zentrum die Industrieregion Durban war. Es kam im Verlaufe dieser Unruhen zu Todesopfern, Plünderungen und Vertreibung von mehreren tausend Menschen.
Mitte Januar 2018 trat Präsident Zuma auf Druck seiner Partei ANC zurück. Sein Nachfolger wurde Cyril Ramaphosa. Im Juni 2021 wurde Zuma zu einer Haftstrafe von 15 Monaten verurteilt, weil er einer gerichtlichen Vorladung nicht gefolgt war. Am 8. Juli trat er die Haftstrafe an. Infolgedessen kam es landesweit zu Ausschreitungen. Mindestens 337 Personen kamen dabei ums Leben. Etliche Geschäfte wurden geplündert und Bankautomaten aufgebrochen. Die Regierung brachte die Situation erst durch den Einsatz von 25.000 Soldaten unter Kontrolle.
Den Überfall Russlands auf die Ukraine im Jahr 2022 hatten die Außenministerin Naledi Pandor und der Präsident Südafrikas als völkerrechtswidrige Souveränitätsverletzung eines Staates und umfassende Menschenrechtsverletzung verurteilt. In diesem Zusammenhang wurde auf mehr Initiative im UN-Sicherheitsrat gedrängt, der eine „zentrale Rolle“ bei der Suche nach Friedenslösungen spielen sollte. Naledi Pandor am 24. Februar 2022: „Die Welt braucht keinen weiteren Krieg … daher unsere Forderung nach verstärkter Diplomatie“. Gemäß der Lageeinschätzung durch die südafrikanische Regierung von Anfang März 2022 hat das Land auf die Resolution in der Dringlichkeitssitzung der Vereinten Nationen am 2. März 2022 mit Enthaltung votiert. Die Gründe für diese Position wurden von der südafrikanischen UN-Botschafterin Mathu Joyini in einem Statement benannt. Demnach übte sie Kritik am als ungenügend eingeschätzten Umgang der Vereinten Nationen mit dem langjährigen Konfliktverlauf zwischen Russland und der Ukraine sowie den unzureichenden Bemühung zur Förderung von Verhandlungen zwischen den Konfliktparteien. Die Sicherheitsbedenken beider Seiten seien in der Resolution nicht angesprochen worden und die Vereinten Nationen sollten mit Vorschlägen die Konfliktstaaten besser unterstützen. Auf die Spannungen müsse mit deeskalierenden Schritten reagiert werden, damit es zur Einstellung der Feindseligkeiten kommen könne. Der in der UN-Vollversammlung zur Abstimmung gestellte Resolutionstext habe nach Auffassung Südafrikas solche Ziele nicht enthalten.